# Literaturjahr 1995
Liste der Literaturjahre

◄◄ | ◄ | 1991 | 1992 | 1993 | 1994 | Literaturjahr 1995 | 1996 | 1997 | 1998 | 1999 | ► | ►►

Weitere Ereignisse

## Ereignisse
- Die Vergabe des Friedenspreises des Deutschen Buchhandels an die renommierte Islamwissenschaftlerin Bonner Orientalistin Annemarie Schimmel löste in der Literaturszene und Presse[1][2][3][4][5] Unruhe aus, da sie in aus dem Zusammenhang gerissenen kritischen Worten zu Salman Rushdie vermeintlich die Fatwa nachvollziehen konnte und auch die Schriftstellerin Taslima Nasrin angriff.[6][7] Mit seinem Roman Die satanischen Verse habe er auf eine „sehr üble Art die Gefühle“ gläubiger Muslime verletzt.[8] In den folgenden Monaten wurde sie unter anderem von ihrem ehemaligen Schüler Gernot Rotter[9] heftig angegriffen.[10] Etliche Autoren, Prominente, Verlage und Buchhändler wandten sich in einem Offenen Brief an Bundespräsident Roman Herzog,[11][12][13][14] um die Preisübergabe zu verhindern.[15] Daraufhin fand sich die Jury erneut zusammen, vollzog jedoch die Preisvergabe, während sich Annemarie Schimmel damit entschuldigte, „absolut unpolitisch“[16][17] zu sein.[18][19][20][21][22]
- Jimmy Carter eröffnete das Dylan Thomas Centre zu Ehren des walisischen Schriftstellers Dylan Thomas in Swansea.[23]
- Der Verlag Simon & Schuster zahlte Autor Richard Paul Evans 4,2 Millionen US-Dollar für die Hardcoverrechte seines Kinderbuchs The Christmas, nachdem das im Selbstverlag erscheinende Buch auf der Bestsellerliste der New York Times stand.[24]
- Beim gesamtdeutschen Buchmarkt zeigt sich selbst nach fünf Jahren der Eindruck, dass eine Einigung nicht stattgefunden habe: „die Verhältnisse beim Bestseller-Küren sind - wie seit langem in den alten Bundesländern - unverändert erhalten geblieben, und ein wiedervereinter deutscher Buchmarkt mit der gleichberechtigten Integration (...) liegt im Bestseller-Geschäft noch weit entfernt“.[25]
- Die Schweizer Literaturszene wird erst ab 1998 mit der Veröffentlichung Binjamin Wilkomirskis Bruchstücke. Aus einer Kindheit 1939–1948[26] aus dem Jahr 1995 einen Skandal erleben, da sich die angeblichen Erinnerungen eines Holocaust-Opfers des Konzentrationslagers Majdanek als Fälschung erweisen. Von der Kritik gefeiert und in neun Sprachen übersetzt sowie mit diversen Preisen ausgezeichnet, wie beispielsweise dem National Jewish Book Award, bezichtigt schließlich Daniel Ganzfried, Historiker und selbst Sohn eines Auschwitz-Überlebenden, Wilkomirski in einem Artikel der Weltwoche der literarischen Fälschung. Dessen Literaturagentur Liepman beauftragte den Historiker Stefan Mächler mit einem Gutachten, das 2000 mit dem Titel Der Fall Wilkomirski. Über die Wahrheit einer Biographie herauskam. Darin belegte er, dass der Fälscher eigentlich Bruno Grosjean heißt und womöglich seine eigenen Traumata als Heimkind und Waise mit dem Werk verarbeitete.[27][28][29]
- In Deutschland erhitzten sich hingegen die Gemüter zu Günter Grass’ Ein weites Feld.[30][31][32][33] An seiner zum Schlagwort gewordenen Phrase zur Deutschen Demokratischen Republik, „Wir lebten in einer kommoden Diktatur“, rieben sich die Literaturkritiker im Westen wie im Osten der vereinten Republik. Aufgrund der starken Diskussion in der Öffentlichkeit erlebte das Werk trotz des offenen Verrisses durch Marcel Reich-Ranicki bereits nach acht Wochen seine fünfte Auflage.

## Auszeichnungen und Ehrungen

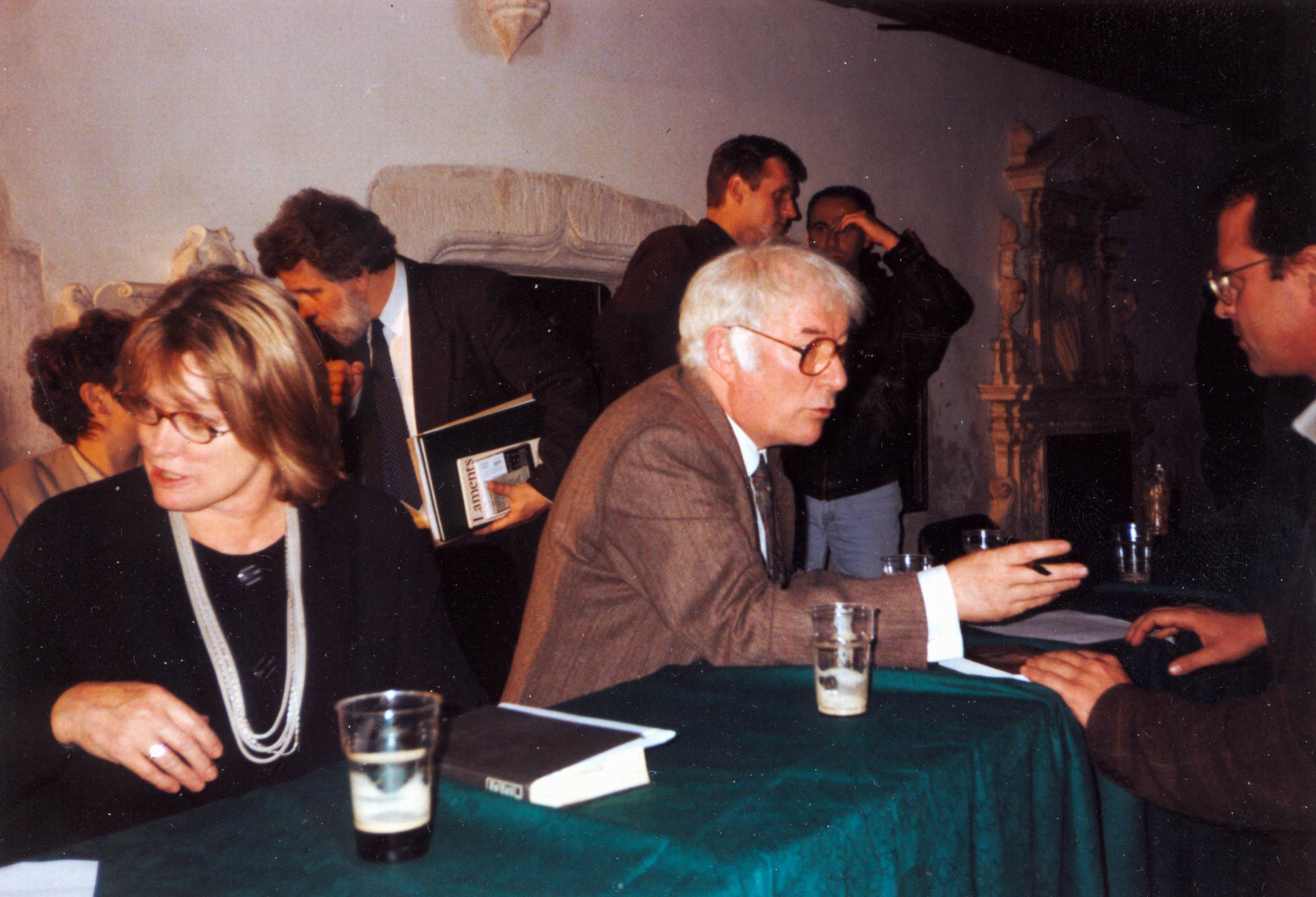
Marie und Seamus Heaney, 1996

- Literaturnobelpreis: Seamus Heaney[34]

### Phantastik
- Nebula Award

- Robert J. Sawyer, The Terminal Experiment, Die dritte Simulation, Kategorie: Bester Roman
- Elizabeth Hand, Last Summer at Mars Hill, Der letzte Sommer in Mars Hill, Kategorie: Bester Kurzroman
- Ursula K. Le Guin, Solitude, Kategorie: Beste Erzählung
- Esther M. Friesner, Death and the Librarian, Der Tod und die Bibliothekarin, Kategorie: Bester Kurzgeschichte

- Hugo Award

- Lois McMaster Bujold, Mirror Dance, Spiegeltanz, Kategorie: Bester Roman
- Mike Resnick, Seven Views of Olduvai Gorge, Sieben Blicke in die Olduvai-Schlucht, Kategorie: Bester Kurzroman
- David Gerrold, The Martian Child, Kategorie: Beste Erzählung
- Joe Haldeman, None So Blind, Das zweite Gesicht, Kategorie: Bester Kurzgeschichte

- Locus Award

- Lois McMaster Bujold, Mirror Dance, Spiegeltanz, Kategorie: Bester SF-Roman
- Michael Bishop, Brittle Innings, Brüchige Siege, Kategorie: Bester Fantasy-Roman
- Dan Simmons, Fires of Eden, Die Feuer von Eden, Kategorie: Bester Dark Fantasy/Horror-Roman
- Jonathan Lethem, Gun, With Occasional Music, Knarre mit Begleitmusik, Kategorie: Bester Erstlingsroman
- Ursula K. Le Guin, Forgiveness Day, Das Fest der Vergebung, Kategorie: Bester Kurzroman
- David Gerrold, The Martian Child, Kategorie: Beste Erzählung
- Joe Haldeman, None So Blind, Kategorie: Bester Kurzgeschichte
- David Brin, Otherness, Kategorie: Beste Sammlung
- Gardner Dozois, The Year's Best Science Fiction: Eleventh Annual Collection, Kategorie: Beste Anthologie

- Kurd-Laßwitz-Preis

- Hans Joachim Alpers, Das zerrissene Land, Kategorie: Bester Roman
- Erik Simon, Angela und Karlheinz Steinmüller unter dem Pseudonym Simon Zwystein, Leichter als Vakuum, Kategorie: Beste Erzählung
- Peter Schattschneider, Brief aus dem Jenseits, Kategorie: Bester Kurzgeschichte
- Ian McDonald, Schere schneidet Papier wickelt Stein, Kategorie: Bestes ausländisches Werk
- Ralph Tegtmeier, Kategorie: Bester Übersetzer
- Das Team von ALIEN CONTACT, Sonderpreis

- Philip K. Dick Award

- Bruce Bethke, Headcrash

- James Tiptree, Jr. Award

- Theodore Roszak, The Memoirs of Elizabeth Frankenstein

### Australien
- Miles Franklin Award: Helen Demidenko, The Hand That Signed the Paper

### Brasilien
- Prêmio Jabuti de Literatura:
  - Jorge Amado, João Silvério Trevisan und José Roberto Torero (Roman)
  - Ivan Junqueira, Bruno Tolentino und Paulo Leminski (Lyrik)
  - Fulvia Moretto, Eric Nepomuceno und Augusto de Campos (Übersetzung)
  - Mirna Pinsky, Angela Lago und Sérgio Capparelli (Kinder- und Jugendliteratur)
- Prêmio Juca Pato: Marcos Rey
- Prêmio Machado de Assis: Leodegário A. de Azevedo Filho

### Deutschland

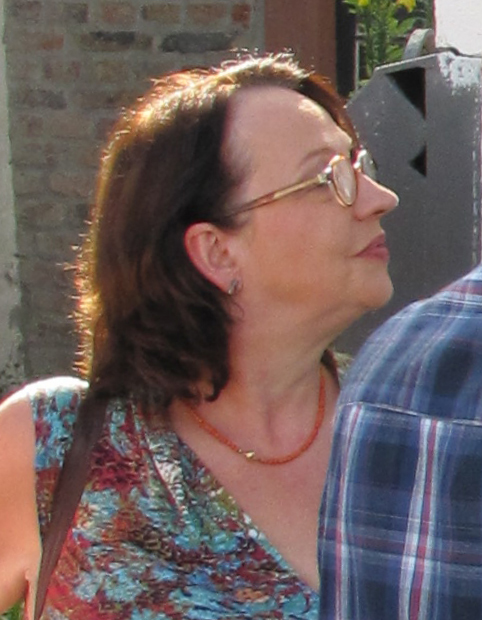
Katja Lange-Müller, Trägerin des Alfred-Döblin-Preises 1995

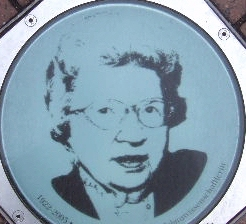
Annemarie Schimmel, Trägerin des Friedenspreises des Deutschen Buchhandels 1995 – Glasplatte in der Bonngasse (Bonn)

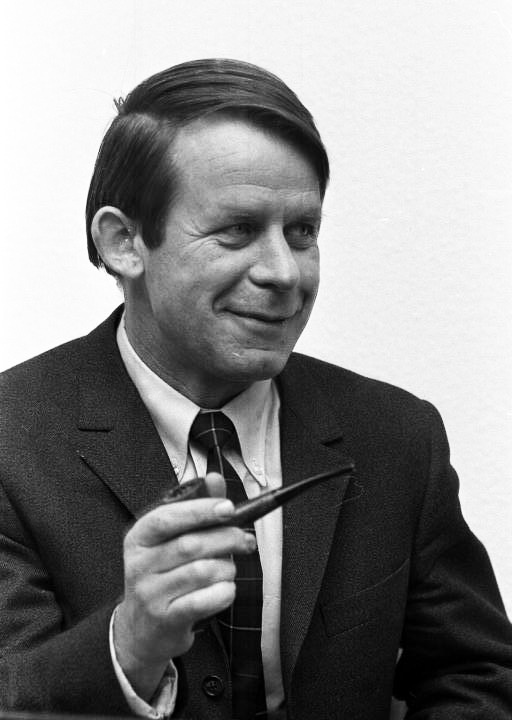
Siegfried Lenz, Jean-Paul-Preis und Literaturpreis der Stadt München 1995

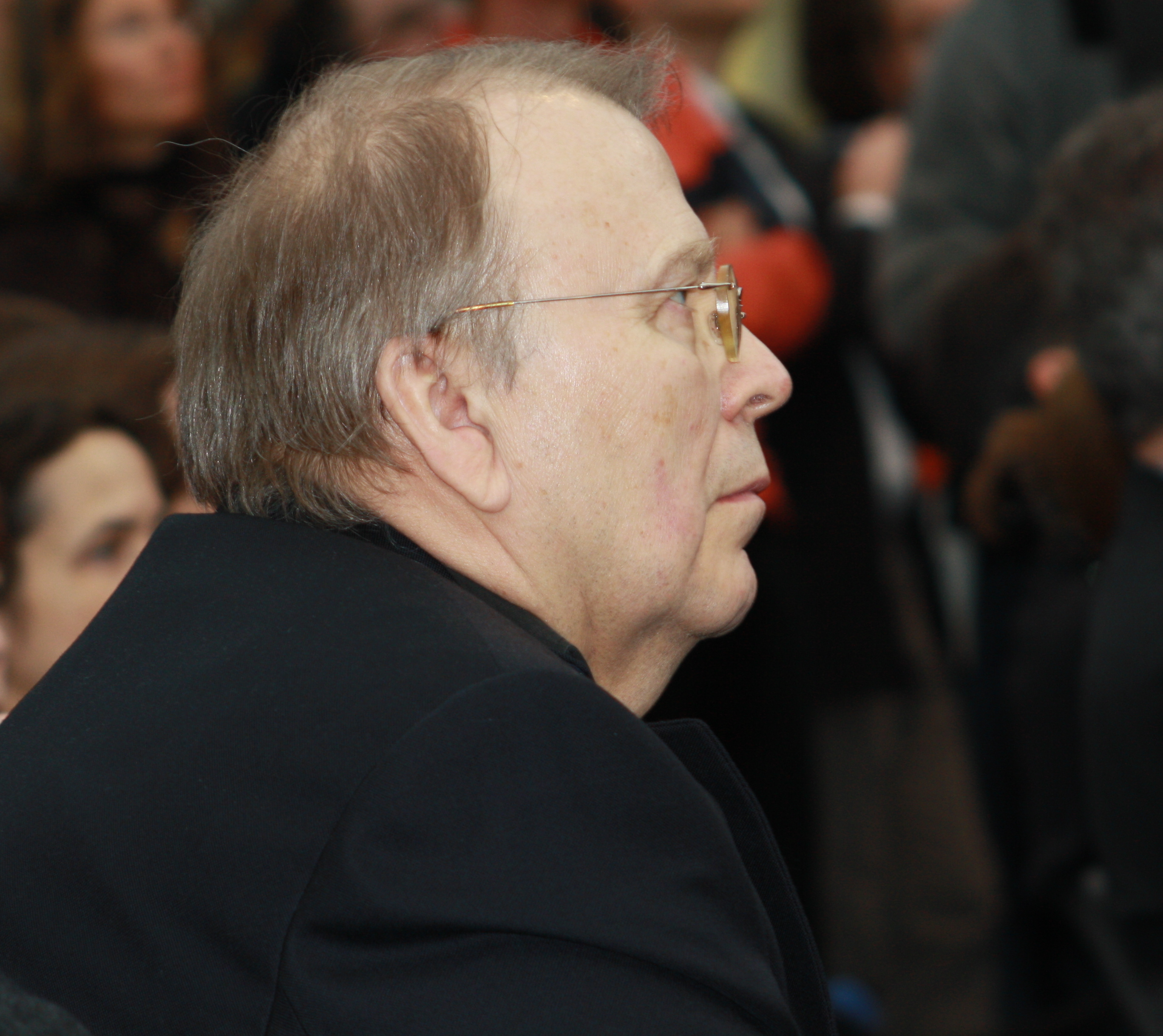
Wilhelm Genazino, Preis der LiteraTour Nord 1995

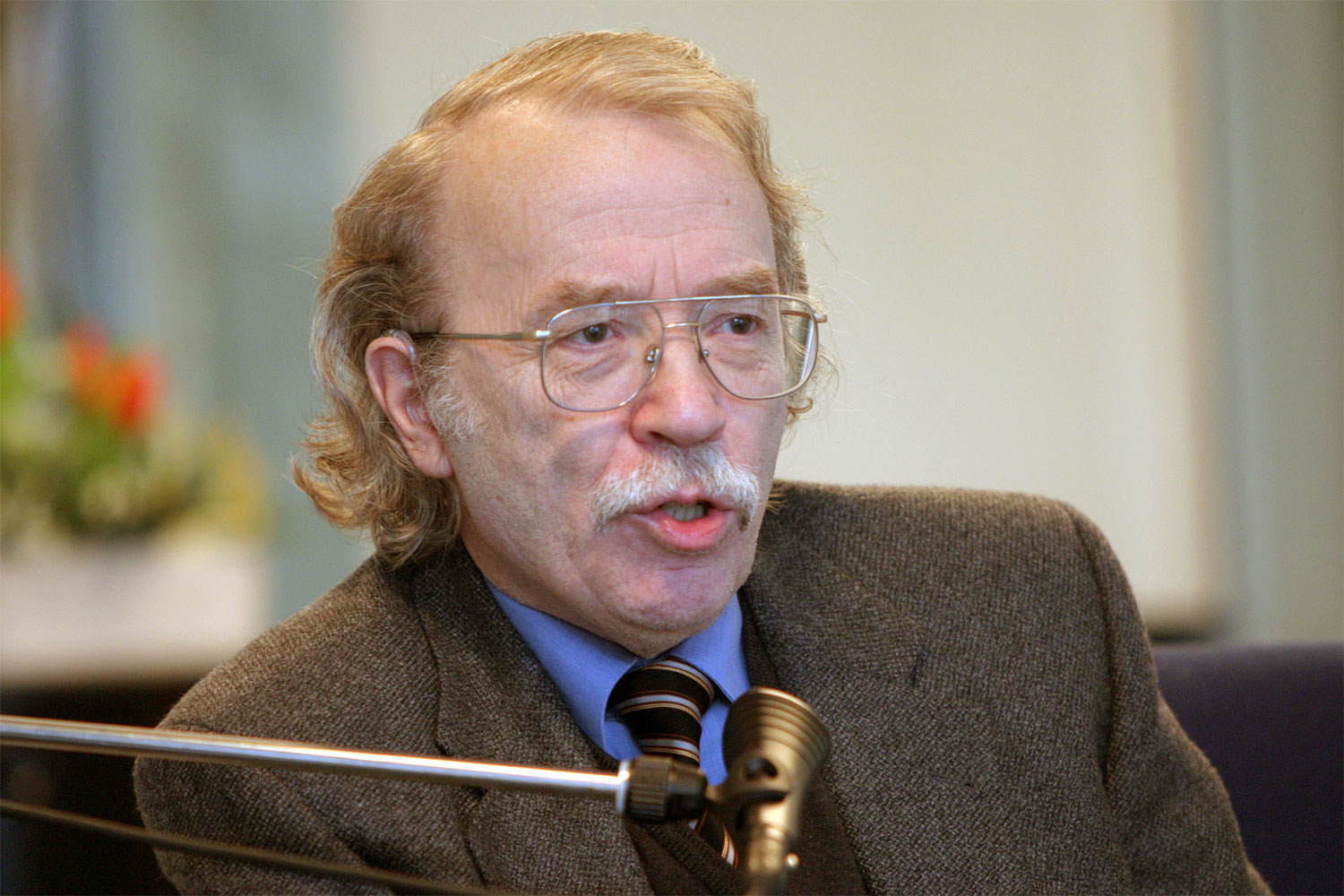
Walter Kempowski, Gewinner des Uwe-Johnson-Preises 1995

- Adelbert-von-Chamisso-Preis: György Dalos; László Csiba (Förderpreis)
- Alfred-Döblin-Preis: Katja Lange-Müller, Förderpreis an Ingo Schulze
- aspekte-Literaturpreis: Ingo Schulze, 33 Augenblicke des Glücks
- Bertolt-Brecht-Literaturpreis: Franz Xaver Kroetz
- Calwer Hermann-Hesse-Stipendium: Volker Braun, Ragni Maria Gschwend
- Carl-Zuckmayer-Medaille: Grete Weil
- Clemens-Brentano-Preis: Gabriele Kögl, Das Mensch
- Deutscher Jugendliteraturpreis (Auswahl):
  - Bilderbuch: Yvan Pommaux, Detektiv John Chatterton
  - Kinderbuch: Mirjam Pressler, Wenn das Glück kommt, muß man ihm einen Stuhl hinstellen
  - Jugendbuch: Peter Pohl/Kinna Gieth, Du fehlst mir, du fehlst mir!
  - Sachbuch: Klaus Kordon, Die Zeit ist kaputt
  - Sonderpreis: Illustration Klaus Ensikat
- Evangelischer Buchpreis: Monika Maron, Stille Zeile Sechs
- Friedenspreis des deutschen Buchhandels: Annemarie Schimmel
- Friedrich-Gundolf-Preis: Philippe Lacoue-Labarthe
- Friedrich-Hölderlin-Preis der Stadt Bad Homburg: Ernst Jandl, Förderpreis: Sabine Küchler
- Friedrich-Hölderlin-Preis der Universität und der Universitätsstadt Tübingen: Dieter Henrich
- Fritz-Reuter-Preis (Hamburg): Bolko Bullerdiek
- Georg-Büchner-Preis: Durs Grünbein
- Geschwister-Scholl-Preis: Victor Klemperer, Ich will Zeugnis ablegen bis zum letzten. Tagebücher 1933–1945 (postume Verleihung)
- Gustav-Heinemann-Friedenspreis für Kinder- und Jugendbücher: Eric Silver, Sie waren stille Helden – Frauen und Männer, die Juden vor den Nazis retteten
- Heinrich-Mann-Preis: Hans Mayer
- Hermann-Kesten-Preis: Günter Grass
- Hörspielpreis der Kriegsblinden: Apocalypse Live von Andreas Ammer / FM Einheit / Ulrike Haage, Regie: Andreas Ammer / FM EiInheit (BR/Bayerisches Staatsschauspiel (Marstall)/Bayerische Staatsoper)
- Horst-Bienek-Preis für Lyrik: Johannes Kühn, Förderpreis: Heiderhoff Verlag
- Ida-Dehmel-Literaturpreis: Elke Erb
- Jean-Paul-Preis: Siegfried Lenz
- Johann-Heinrich-Merck-Preis: Michael Maar
- Johann-Heinrich-Voß-Preis für Übersetzung: Rosemarie Tietze
- Joseph-Breitbach-Preis: Hans Joachim Schädlich
- Kasseler Literaturpreis: Hanns Dieter Hüsch
- Kranichsteiner Literaturpreis: Hansjörg Schertenleib
- Leipziger Buchpreis zur Europäischen Verständigung: Péter Nádas (Hauptpreis); Swetlana Geier (Anerkennungspreis)
- LiBeraturpreis: Vénus Khoury-Ghata, Die Geliebte des Notablen
- Literaturpreis der Konrad-Adenauer-Stiftung: Hilde Domin
- Literaturpreis der Stadt München: Hermann Lenz
- Mainzer Stadtschreiber: Peter Härtling, Schumann in Finnland
- Mara-Cassens-Preis: Peter Mohr
- Marieluise-Fleißer-Preis: Robert Schneider
- Paul-Celan-Preis: Ruth Achlama und Barbara Antkowiak
- Peter-Huchel-Preis: Durs Grünbein, Falten und Fallen
- Preis der LiteraTour Nord: Wilhelm Genazino
- Preis der Stadt Münster für Europäische Poesie: Inger Christensen (Lyriker); Hanns Grössel (Übersetzer)
- Preis der SWR-Bestenliste: Adolf Endler
- Rheingau Literatur Preis: Ulla Berkéwicz
- Schubart-Literaturpreis: Ralph Giordano, Hermann Baumhauer
- Uwe-Johnson-Preis: Walter Kempowski, Das Echolot
- Walter-Serner-Preis: Michael-André Werner, Sie sagt

### Irland
- Bisto Book of the Year Award:
  - Buch des Jahres: Elizabeth O’Hara, Blaeberry Sunday
  - Eilís Dillon Award: Mark O’Sullivan, Melody for Nora
  - Merit Awards/Honour Awards: Rose Doyle, Goodbye Summer, Goodbye, P.J. Lynch, Catkin; Ré Ó Laighléis, Ecstasy agus Scéalta Eile
- Kerry Group Irish Fiction Award: Philip Casey, The Fabulists
- Rooney Prize for Irish Literature: Philip MacCann

### Frankreich
- Grand Prix de l’Imaginaire:

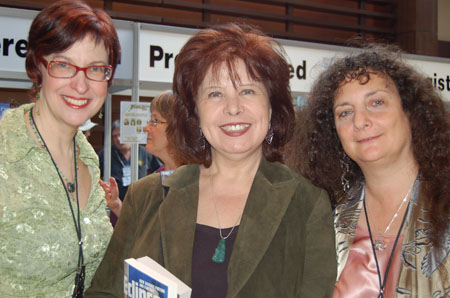
Nancy Kress (in der Mitte), Preisträgerin des Grand Prix de l’Imaginaire 1995, mit Delia Sherman und Ellen Datlow

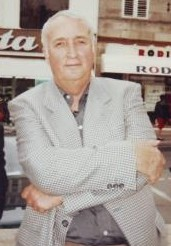
Alphonse Boudard, Gewinner des Grand Prix du Roman 1995

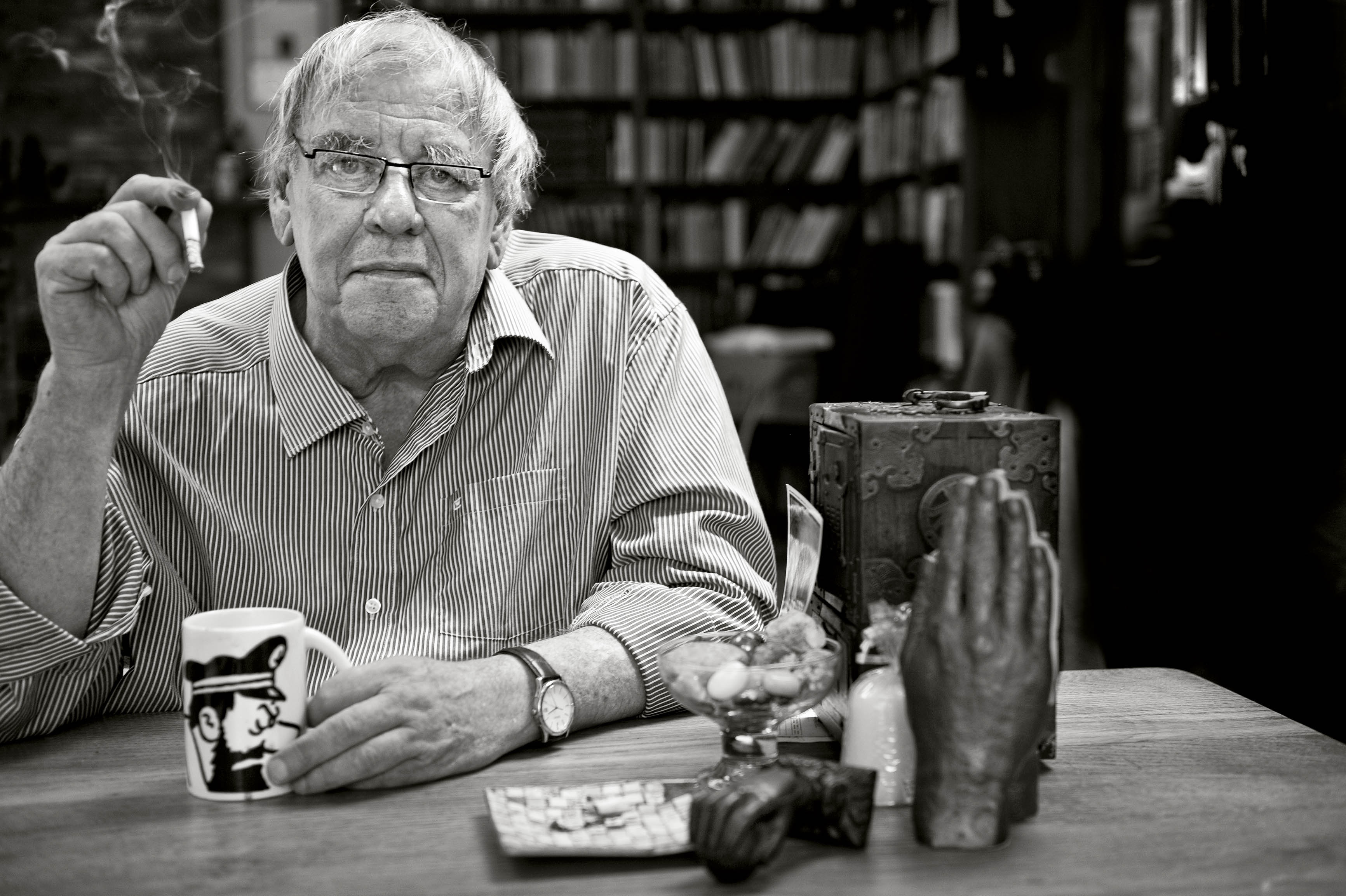
Jeroen Brouwers, Träger des Prix Femina Étranger 1995

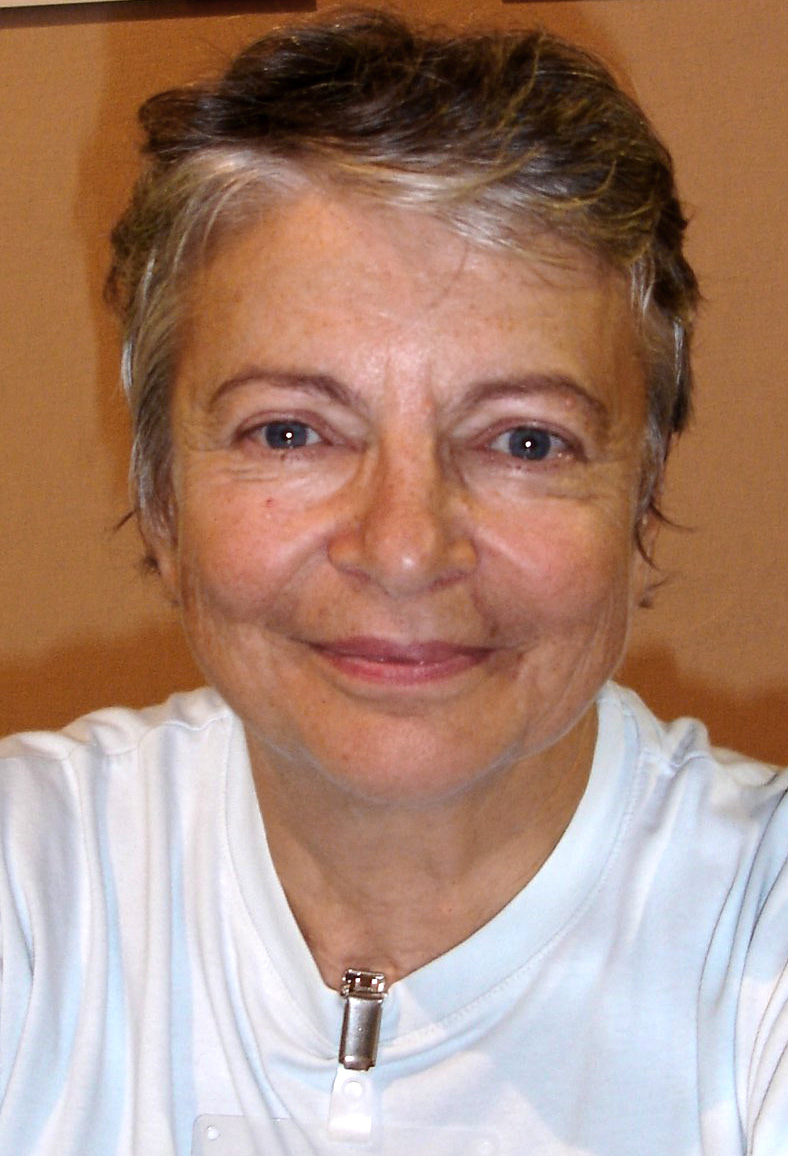
Dominique Manotti, Gewinnerin des Prix Sang d’encre 1995

  - Französischsprachiger Roman: Laurent Genefort, Arago
  - Fremdsprachiger Roman: Robert Reed, La voie terrestre
  - Französischsprachige Erzählung: Serge Lehman, Dans l’abîme
  - Fremdsprachige Erzählung: Nancy Kress, L’une rêve et l’autre pas
  - Jugendroman: Clive Barker, Le voleur d’éternité
  - Übersetzung: Jean-Daniel Brèque, Âmes perdues von Poppy Z. Brite und Les larmes d’Icare von Dan Simmons
  - Essay: Francis Berthelot, La métamorphose généralisée
  - Sonderpreis: Dona und René Sussan, Les nourritures extraterrestres
- Grand prix de littérature policière:
  - französisch: Philippe Huet, La main morte
  - international: Richard North Patterson, Degré de culpabilité (dt. Das Maß der Schuld)
- Grand Prix de Poésie: Pierre Béarn
- Grand Prix du Roman: Alphonse Boudard, Mourir d’enfance
- Grand Prix littéraire de l’Afrique noire: Sylvain Bemba, Reves portatifs, Les Nouvelles Editions Africaines, Cinquante ans de musique du Congo-Zaire, 1920–1970: de Paul Kamba a Tabu-Ley, Le dernier des cargonautes und Noces posthumes de Santigone (Preis für das Lebenswerk)
- Prix Goncourt: Andreï Makine, Le testament français[35]
- Prix Décembre: Jean Échenoz, Les Grandes Blondes
- Prix Femina: Emmanuel Carrère, La Classe de neige
- Prix Femina Étranger: Jeroen Brouwers, Rouge décanté
- Prix de Flore: Jacques A. Bertrand, Le Pas du loup
- Prix des Deux Magots: Pierre Charras, Monsieur Henry
- Prix des Libraires: Anne Cuneo, Le Trajet d'une rivière : la vie et les aventures parfois secrètes de Francis Tregian, gentilhomme et musicien
- Prix du Roman d’Aventures: Lynda La Plante, Suspect numéro un
- Prix du roman populiste: Patrick Besson, Les Braban
- Prix littéraire de la Vocation: Christophe Bataille, Absinthe
- Prix Mallarmé: Paul-Louis Rossi, Faïences
- Prix Médicis: Vassilis Alexakis, La Langue maternelle und Andreï Makine, Le testament français
- Prix Médicis étranger: Alessandro Baricco, Châteaux de la colère
- Prix mondial Cino Del Duca: Yves Bonnefoy
- Prix Mystère de la critique:
  - französisch: Jean-Hugues Oppel: Brocéliande sur Marne
  - international: Robin Cook: Quand se lève le brouillard rouge (dt. Roter Nebel)
- Prix Renaudot: Patrick Besson, Les Braban
- Prix Sang d’encre: Dominique Manotti, Sombre sentier (dt. Hartes Pflaster)

### Italien
- Premio Bancarella: Jostein Gaarder, Sofies Welt
- Premio Campiello: Maurizio Maggiani, Il coraggio del pettirosso
- Premio Giorgio Scerbanenco: Andrea G. Pinketts, Il senso della frase
- Premio Grinzane Cavour: Bohumil Hrabal
- Premio Strega: Maria Teresa Di Lascia, Passaggio in ombra
- Premio Viareggio: Maurizio Maggiani, Il coraggio del pettirosso

### Kanada

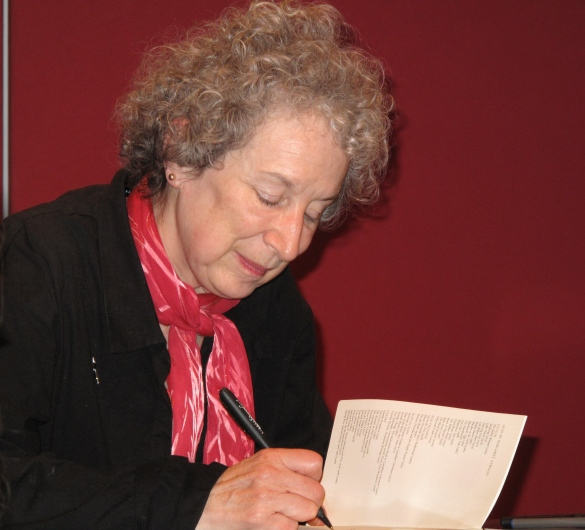
Margaret Atwood, Preisträgerin des Trillium Book Awards 1995

- Amazon.ca First Novel Award: Keath Fraser, Popular Anatomy (damals als Books in Canada First Novel Award bezeichnet)
- Arthur Ellis Award: Gail Bowen, A Colder Kind of Death
- Dorothy Livesay Poetry Prize: Linda Rogers, Hard Candy
- Ethel Wilson Fiction Prize: Gayla Reid, To Be There With You[36]
- Floyd S. Chalmers Award in Ontario History: Patricia Jason, Wild Things: Nature, Culture and Tourism in Ontario 1790–1914
- Giller Prize for Canadian Fiction: Rohinton Mistry, A Fine Balance
- Governor General’s Award for Fiction: Rudy Wiebe, A Discovery of Strangers
- Hubert Evans Non-Fiction Prize: Lisa Hobbs Birnie, Uncommon Will: The Death and Life of Sue Rodrigues[37]
- Journey Prize: Kathryn Woodward, Of Marranos and Gilded Angels
- Sheila A. Egoff Children’s Literature Prize: Lillian Boraks-Nemetz, The Old Brown Suitcase[38]
- Toronto Book Awards: Ezra Schabas, Sir Ernest MacMillan: The Importance of Being Canadian
- Trillium Book Award: Margaret Atwood, Morning in the Burned House und Wayson Choy, The Jade Peony; Maurice Henrie, Le Balcon dans le ciel
- Vicky Metcalf Award: Sarah Ellis

### Niederlande
- Charlotte Köhler Stipendium: Kader Abdolah
- Constantijn Huygensprijs: F. Springer
- Gouden Griffel: Ted van Lieshout, Begin een torentje van niks
- Gouden Strop: Bester Roman: Tim Krabbé, Vertraging
- Gysbert Japicxpriis: Trinus Riemersma, De reade bwarre
- Halewijnpreis: Huub Beurskens, Gesamtwerk
- Nienke van Hichtum-prijs: Veronica Hazelhoff, Veren
- P.C. Hooft-prijs: Albert Alberts
- Prijs der Nederlandse Letteren: Harry Mulisch
- Theo Thijssenprijs: Anne Provoost, Vallen; Simone Schell, Een zeer geheime reiskist
- Woutertje Pieterse Prijs: Anne Provoost, Vallen

### Österreich

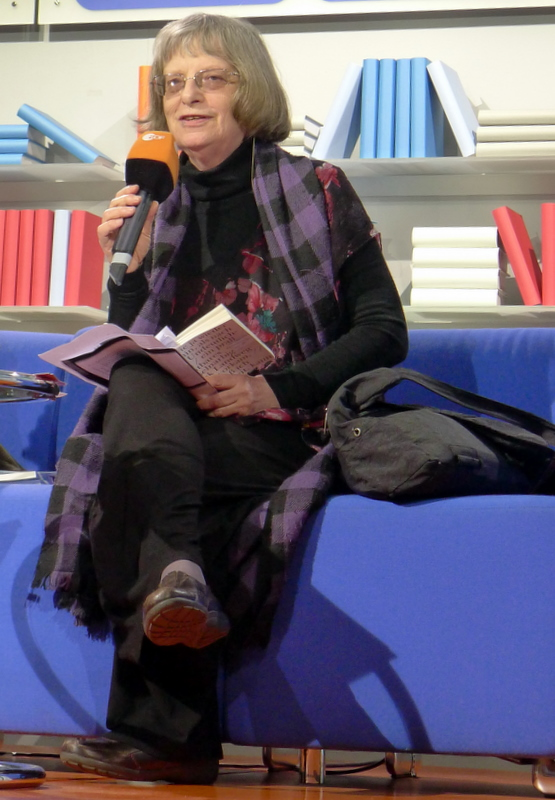
Elke Erb, Erich-Fried-Preisträgerin 1995

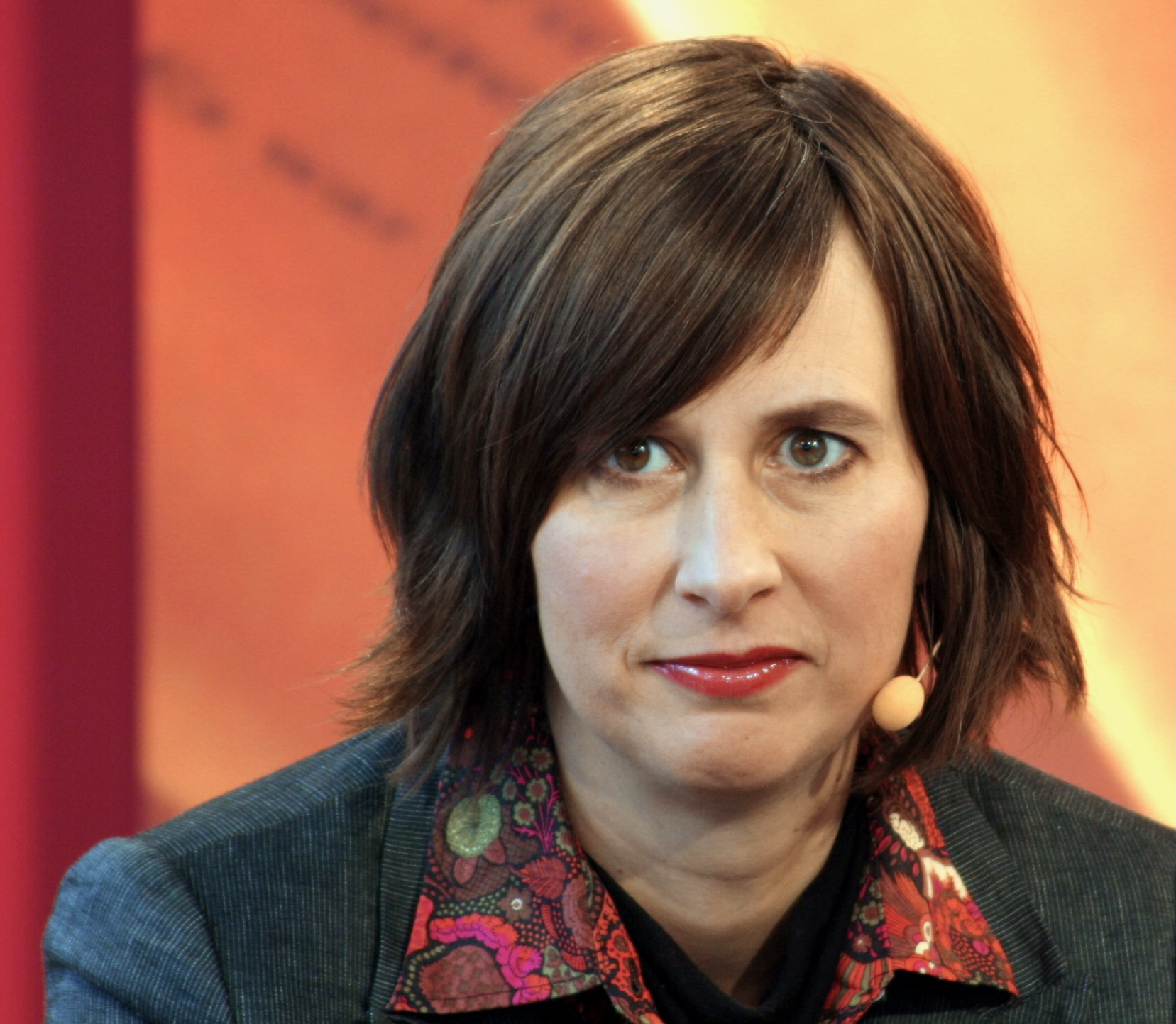
Kathrin Röggla, Reinhard-Priessnitz-Preis 1995

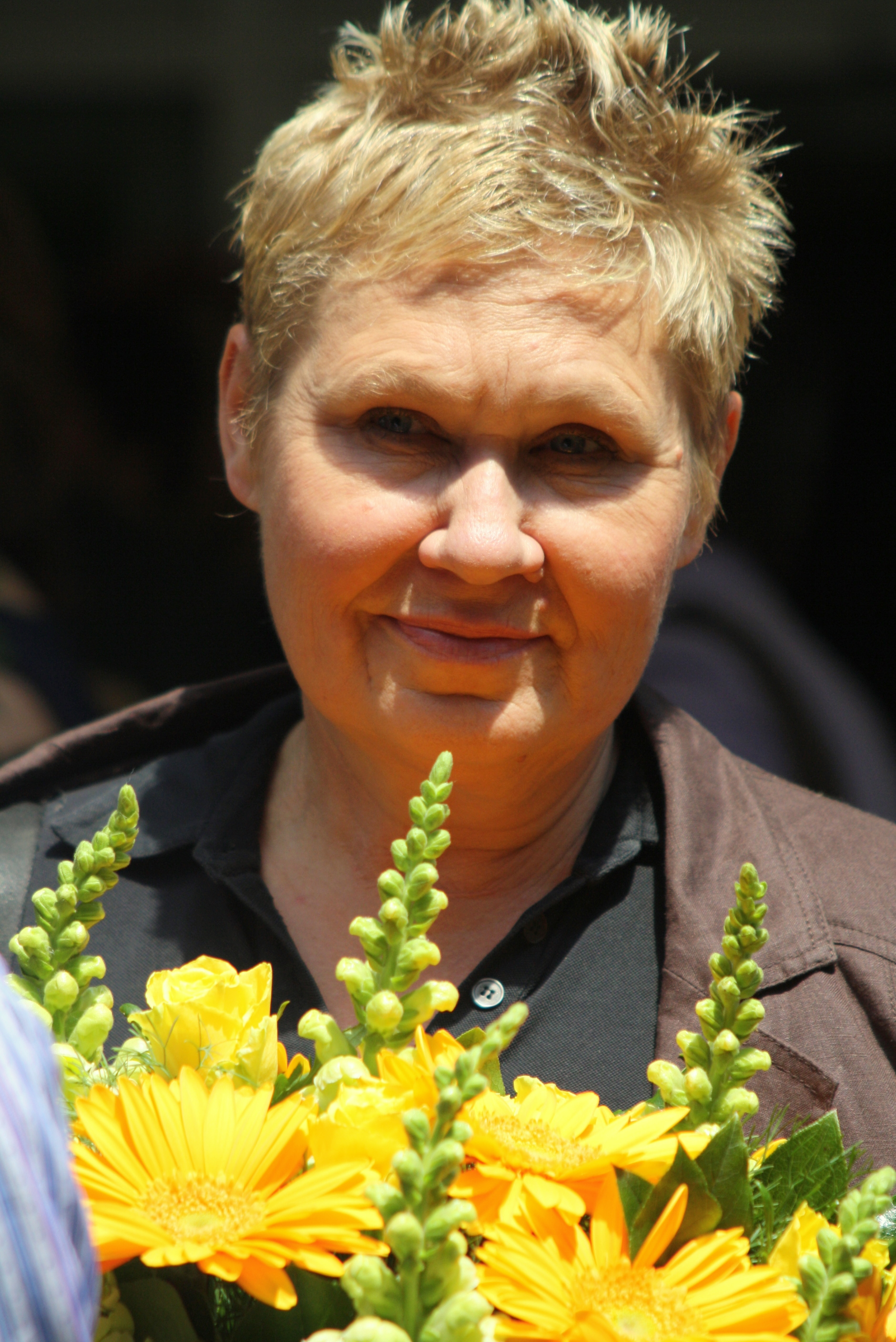
Karin Fleischanderl, Österreichischer Staatspreis für literarische Übersetzung 1995

- Großer Österreichischer Staatspreis: Ilse Aichinger
- Alfred-Gesswein-Literaturpreis: Bernhard Hatmanstorfer, Robert Treichler, Christian Stuhlpfarrer (Preiskategorie des Jahres 1995: Kurzgeschichte)
- Ehrenpreis des österreichischen Buchhandels für Toleranz in Denken und Handeln: Simon Wiesenthal
- Erich-Fried-Preis: Elke Erb
- erostepost: Ilse Krüger, Herbert Berger
- Franz-Nabl-Preis: Christoph Ransmayr
- Ingeborg-Bachmann-Preis: Franzobel, Die Krautflut[39]
  - Preis des Landes Kärnten: Ulrike Kolb, Danach
  - Ernst-Willner-Preis: Ingo Schulze, 33 Augenblicke des Glücks
  - Bertelsmann-Literaturpreis: Ilija Trojanow, Die Welt ist groß und Rettung lauert überall
  - 3sat-Stipendium: Gundi Feyrer, Mein Sehen
- Harder Literaturpreis: Paulus Hochgatterer, Christa Hutter
- Kinderbuchpreis der Stadt Wien: Jutta Treiber
- Literaturpreis des Landes Steiermark: Max Gad
- Manuskripte-Preis: Reinhard P. Gruber
- Rauriser Literaturpreis: Klaus Händl, Legenden
- Reinhard-Priessnitz-Preis: Kathrin Röggla
- René-Marcic-Preis: Gerd Bacher
- Österreichischer Staatspreis für Kinder- und Jugendliteratur
  - Bilderbuch: John A. Rowe, Rabenbaby
  - Kinderbuch: Barbara Frischmuth, Gutenachtgeschichte für Maria Carolina
  - Sachbuch: Reinhardt Jung, Das geheime Wissen der Pinguine
  - Jugendbuch: Käthe Recheis, Wolfsaga
  - Illustrationspreise: Christine Sormann, Im Pfirsich wohnt der Pfirsichkern von Wolf Harranth; Linda Wolfsgruber, König und Narr (von Ernst A. Ekker erzählt)
  - Übersetzungspreis: Mirjam Pressler für die Übersetzung aus dem Afrikaans von Sing noch einmal, mein Bruder von Louis Krüger
- Österreichischer Staatspreis für literarische Übersetzung: Karin Fleischanderl, Fedja Filkowa
- Österreichischer Staatspreis für Europäische Literatur: Ilse Aichinger
- Österreichischer Staatspreis für Kinderlyrik: Frantz Wittkamp
- Österreichischer Staatspreis für Literaturkritik: Anton Thuswaldner
- Stadtschreiber von Graz: Gundi Feyrer
- Steirische Leseeule: Stefan Slupetzky, Die Traumtöpfe

### Polen
- Kościelski-Preis: Magdalena Tulli, Andrzej Stasiuk[40]

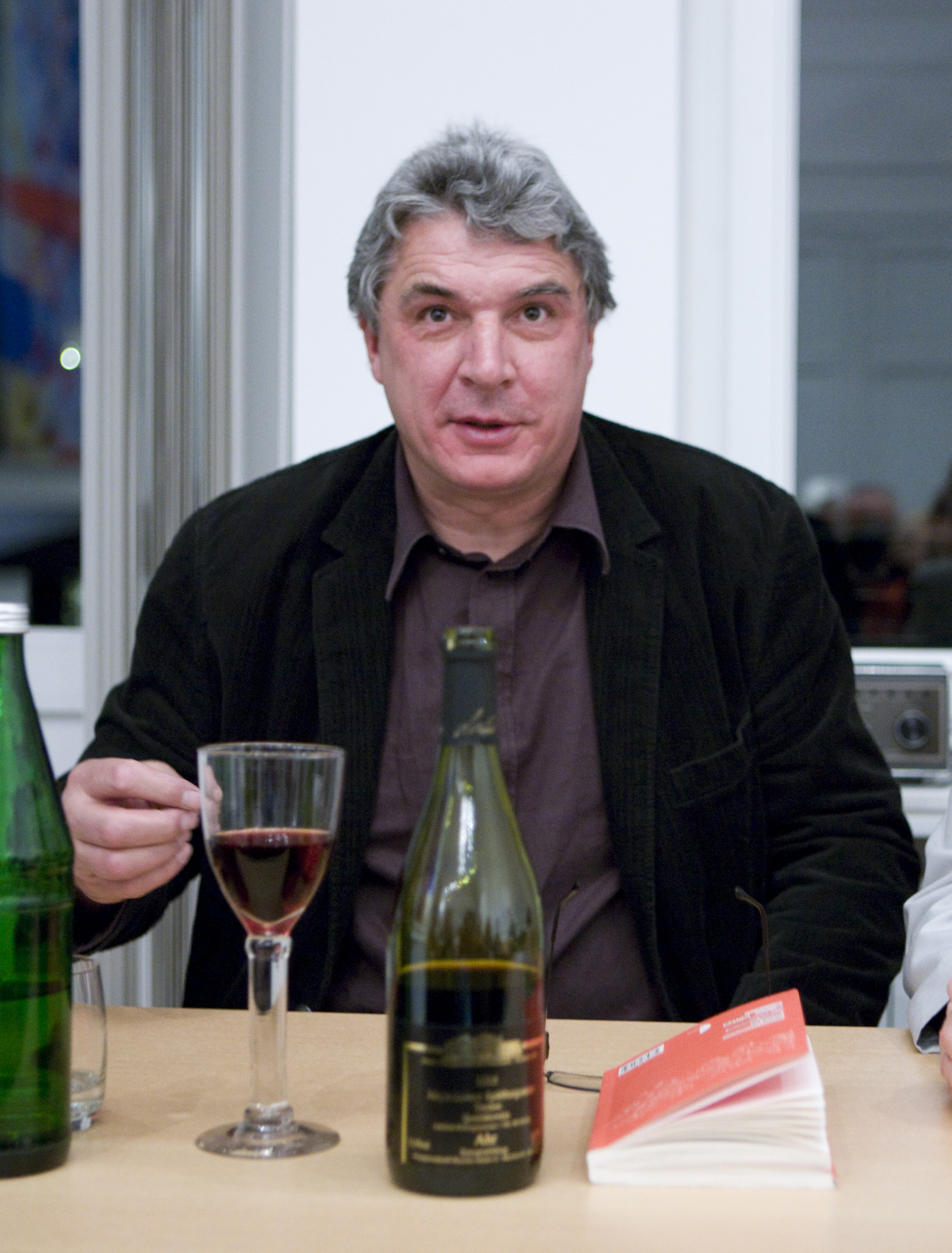
Andrzej Stasiuk, Kościelski-Preisträger 1995

- Janusz-A.-Zajdel-Preis: Rafał A. Ziemkiewicz, Pieprzony los kataryniarza; Konrad T. Lewandowski, Noteka 2015[41]

### Russland
- Russischer Booker-Preis: Georgi Wladimows, General i jewo armija (Генерал и его армия)[42]

### Schweiz
- Blaue Brillenschlange[43]: Abdoua Kanta, Lelee, das Hirtenmädchen[44]
- La vache qui lit: Mirjam Pressler, Wenn das Glück kommt, muß man ihm einen Stuhl hinstellen; Sophie Brandes, Ein Baum für Mama
- Prix Rambert: Jacques-Étienne Bovard, Demi-Sang Suisse
- Robert-Walser-Preis: Klaus Händl, Legenden
- Schillerpreis der Zürcher Kantonalbank: Erika Burkart
- Schweizerische Schillerstiftung: Ugo Canonica (Gesamtwerkpreis)[45]
- Schweizer Kinder- und Jugendmedienpreis: Lukas Hartmann, So eine lange Nase
- Solothurner Literaturpreis: Wilhelm Genazino

### Skandinavien
- Astrid-Lindgren-Preis: Peter Pohl
- August-Preis:

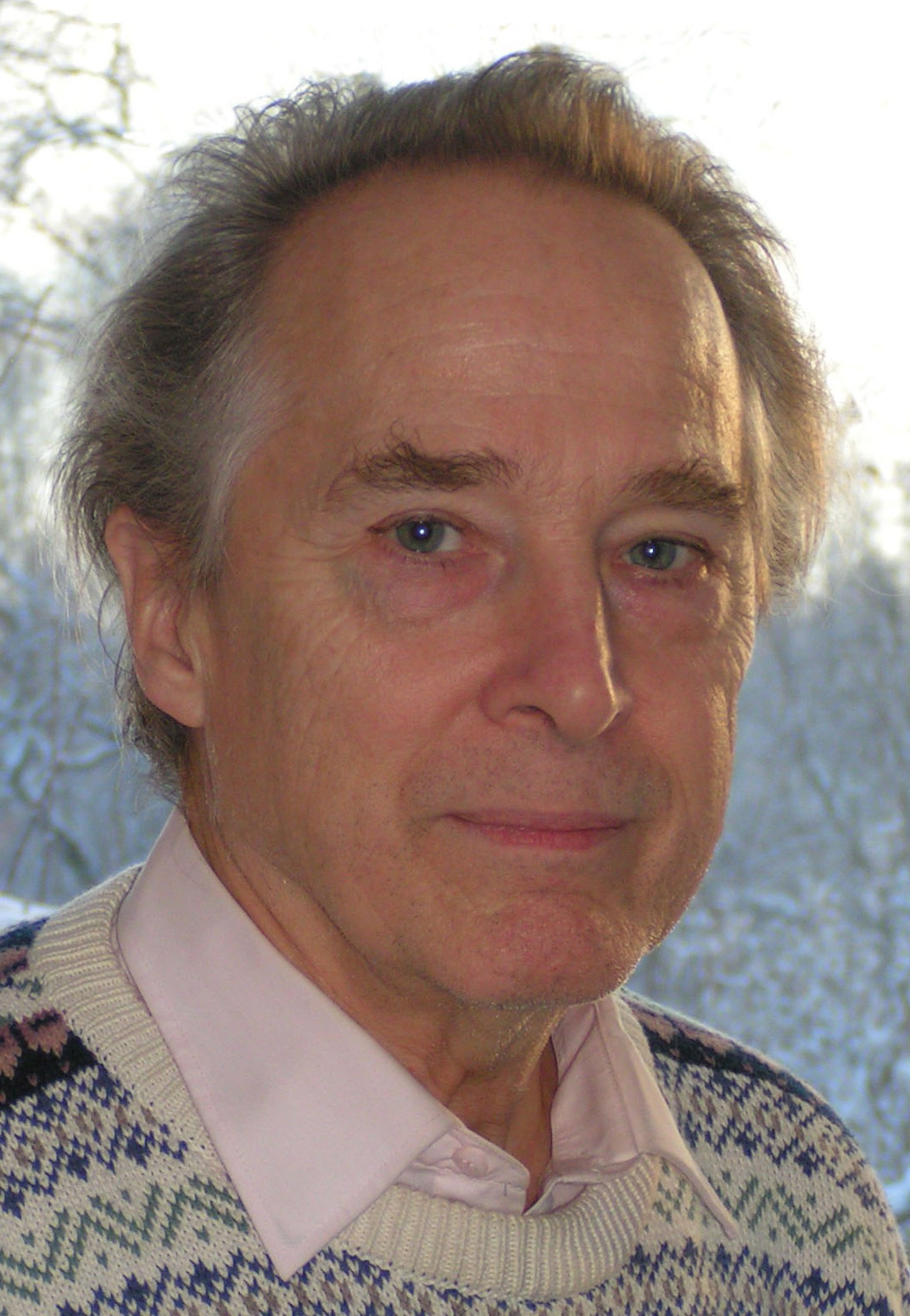
Peter Pohl, Träger des Astrid-Lindgren-Preises 1995

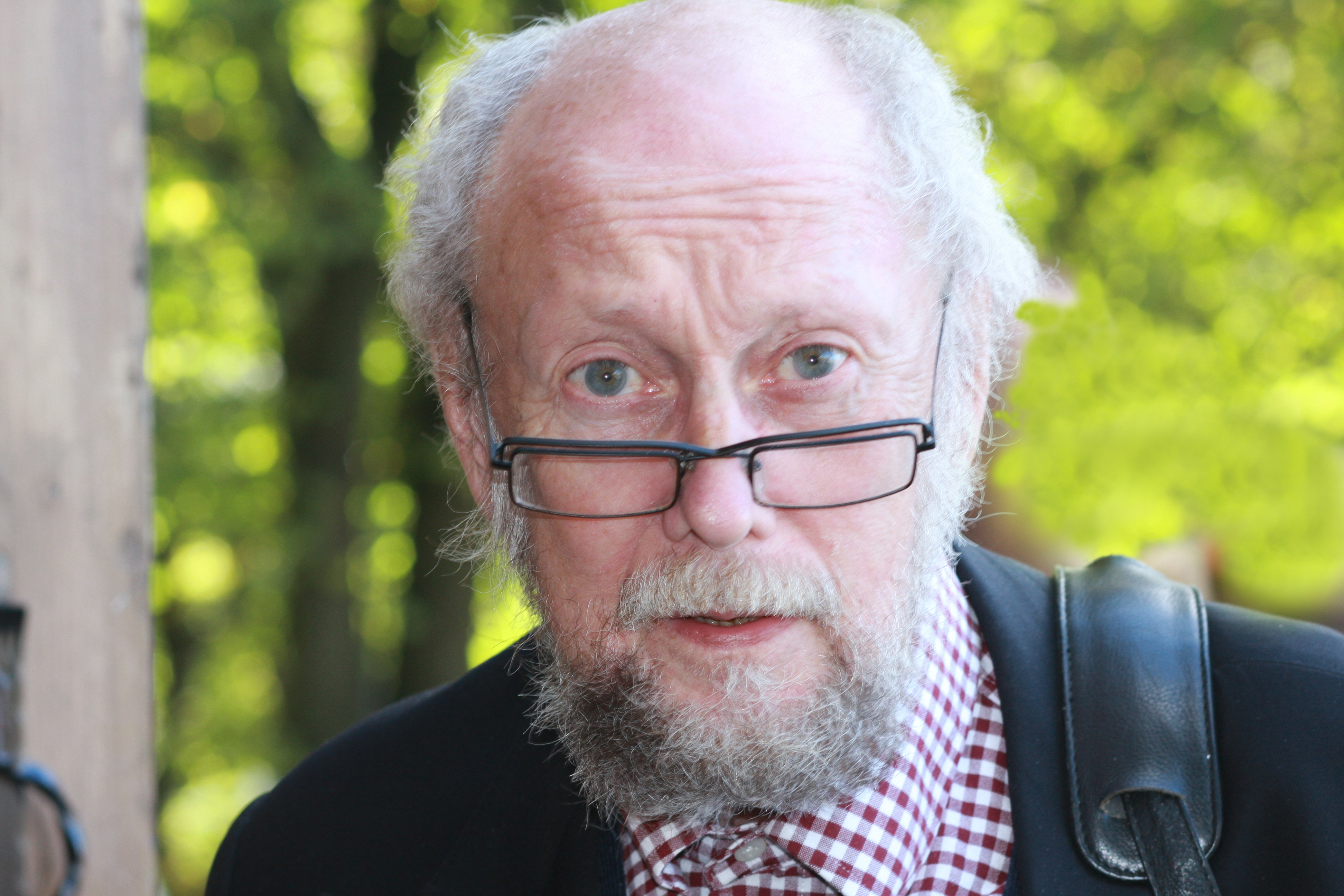
Torgny Lindgren, Gewinner des August-Preises 1995

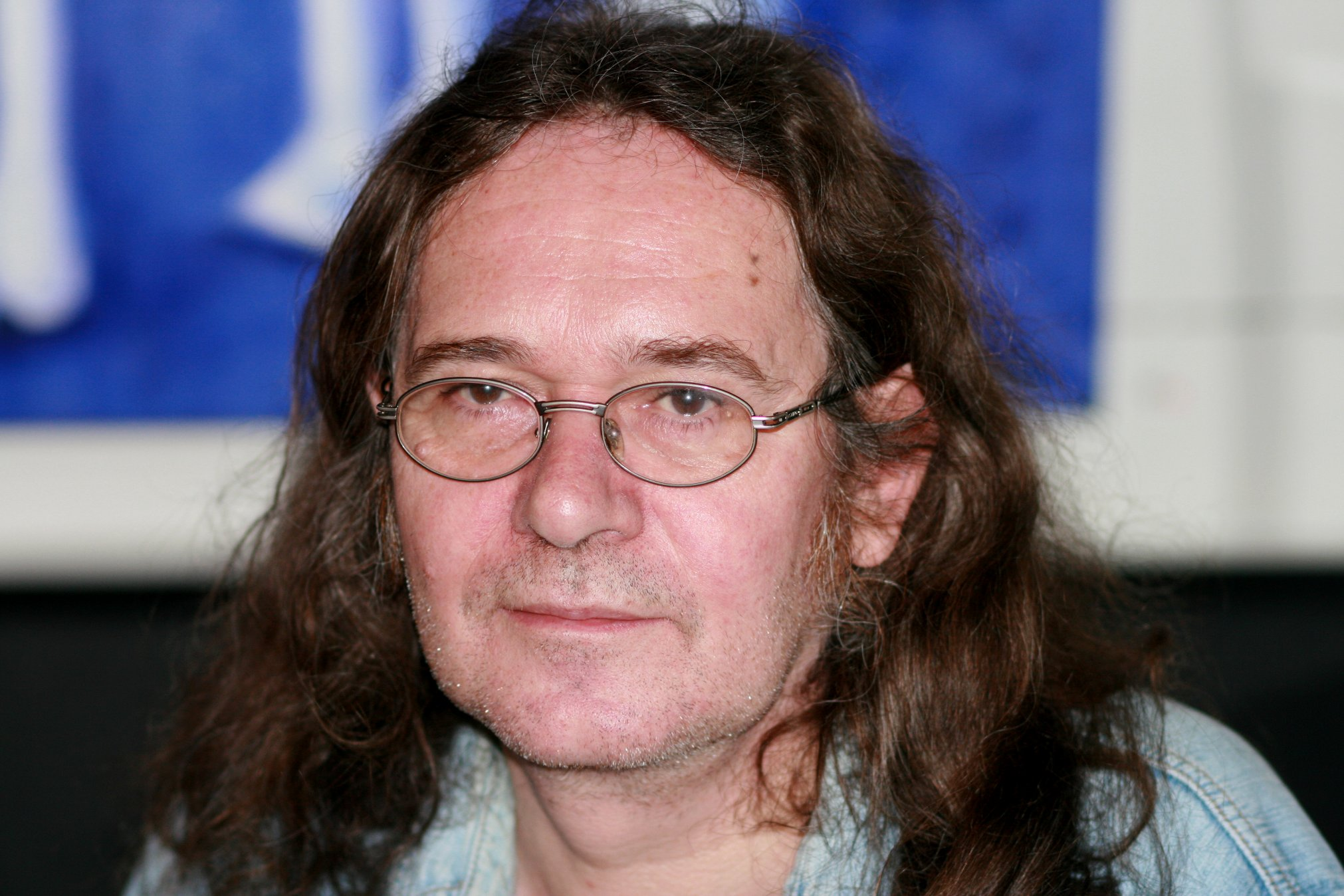
Ingvar Ambjørnsen, Träger des Bastianpreises 1995

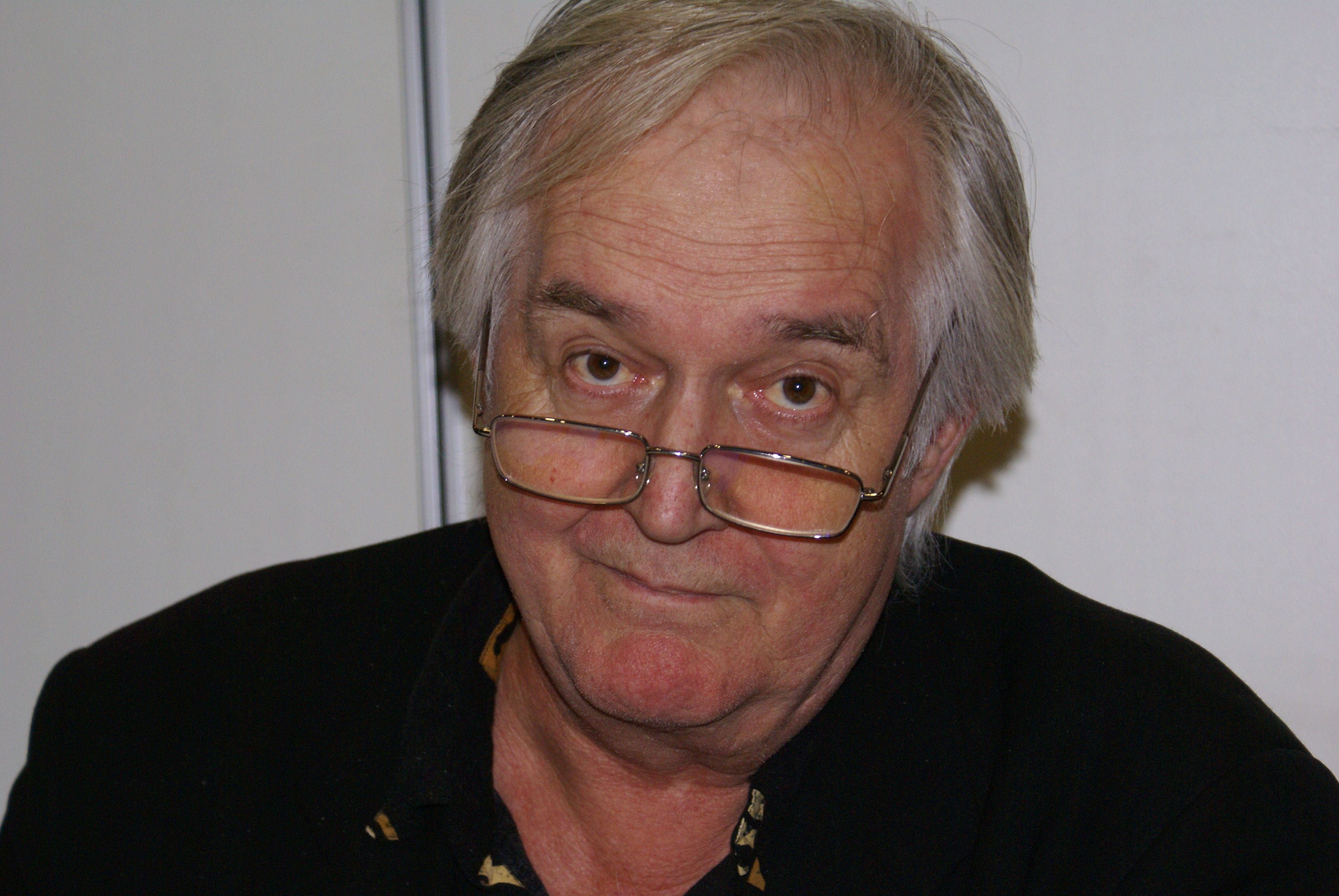
Henning Mankell, Gewinner des Schwedischen Krimipreises 1995

  - Belletristik: Torgny Lindgren, Hummelhonung
  - Fachbuch: Maria Flinck, Tusen år i trädgården. Från sörmländska herrgårdar och bakgårdar
  - Kinder- und Jugendbuch: Rose Lagercrantz, Flickan som inte ville kyssas
- Bastianpreis: Halldis Moren Vesaas für herausragende Verdienste um die Übersetzung; Nils Ivar Agøy für J. R. R. Tolkien: Silmarillion
- Brageprisen:
  - Roman: Ingvar Ambjørnsen, Fugledansen
  - Kinder- und Jugendliteratur: Liv Marie Austrem und Akin Düzakin, Tvillingbror
  - Sachbuch: Espen Dietrichs und Leif Gjerstad, Vår fantastiske hjerne
  - Ehrenpreis: Anne-Cath. Vestly
- Doblougpreis: Rita Tornborg und Inger Edelfeldt (Schweden); Tor Ulven und Dag Solstad (Norwegen)[46]
- Eeva-Joenpelto-Preis: Sándor Csoóri
- Elsa-Beskow-Plakette: Eva Lindström, Gunnar i granskogen
- Expressens Heffaklump: Ulf Stark, Storebrorsan
- Färöischer Literaturpreis: Kári P. (Petersen) (Belletristik), Martin Næs (Fachliteratur)
- Finnischer Krimipreis: Book Studio Oy
- Finlandia-Preis: Hannu Mäkelä, Mestari
- Georg-Brandes-Preis: Henrik Wivel, Den store stil. Dansk symbolisme og impressionisme omkring år 1900
- Gerard Bonniers lyrikpris: Arne Johnsson
- Kritikerprisen (Dänemark): Per Højholt, Praksis, 11: Lynskud Stenvaskeriet
- Kritikerprisen (Norwegen):
  - Buch des Jahres: Lars Amund Vaage, Rubato
  - Kinder- und Jugendbuch: Mette Newth, Det mørke lyset
- Literaturpreis des Nordischen Rates: Einar Már Guðmundsson, Englar alheimsins (dt. Engel des Universums)
- Nils-Holgersson-Plakette: Inger Edelfeldt
- Palle-Rosenkrantz-Preis: Arturo Pérez-Reverte, Dumasklubben (dt. Der Club Dumas)
- Riksmålsforbundets barne- og ungdomsbokpris: Atla Lund
- Riksmålsforbundets litteraturpris: Fredrik Wandrup
- Runeberg-Preis: Monika Fagerholm, Underbara kvinnor vid vatten
- Schwedischer Krimipreis:
  - Bester ins Schwedische übersetzte Kriminalroman – Den Gyllene Kofoten: Scott Smith: En enkel plan (A Simple Plan)
  - Bester schwedischer Kriminalroman – Bästa svenska kriminalroman: Henning Mankell, Villospår (dt. Die falsche Fährte)
  - Bester schwedischer Erstlingsroman – Bästa svenska Debut: Åke Edwardson, Till allt som varit dött (dt. Allem, was gestorben war)
- Selma-Lagerlöf-Preis: Ulla Isaksson
- Skandinavischer Krimipreis: Erik Otto Larsen, Masken i Spejlet
- Søren-Gyldendal-Preis: Dorrit Willumsen
- Weekendavisens litteraturpris: Peter Schepelern, Filmleksikon

### Spanien
- Cervantespreis: Camilo José Cela

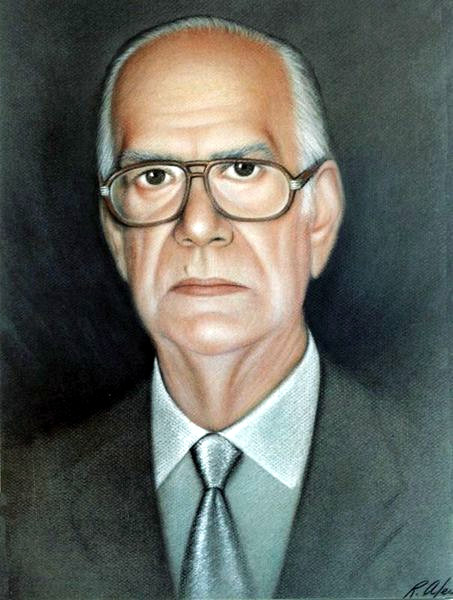
Camilo José Cela, Träger des Cervantespreises 1995

- Nadal-Literaturpreis: Ignacio Carrión Hernández, Cruzar el Danubio
- Prinz-von-Asturien-Preis für Literatur: Carlos Bousoño
- Premio Hammett: Rolo Díez, Luna de escarlata
- Premio Planeta: Fernando G. Delgado

### Vereinigtes Königreich

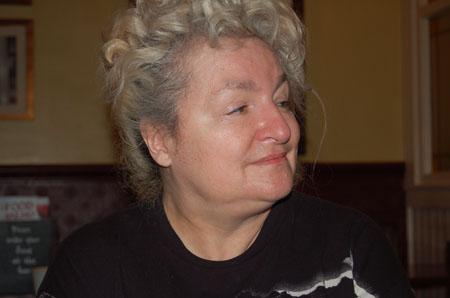
Pat Cadigan, Trägerin des Arthur C. Clarke Awards 1995

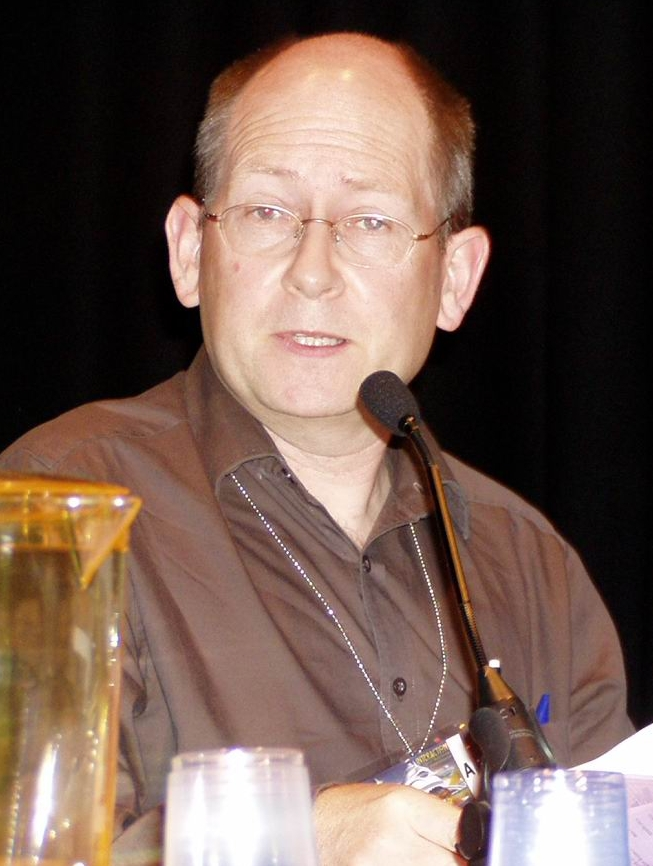
Stephen Baxter, Preisträger des British Science Fiction Association Awards 1995

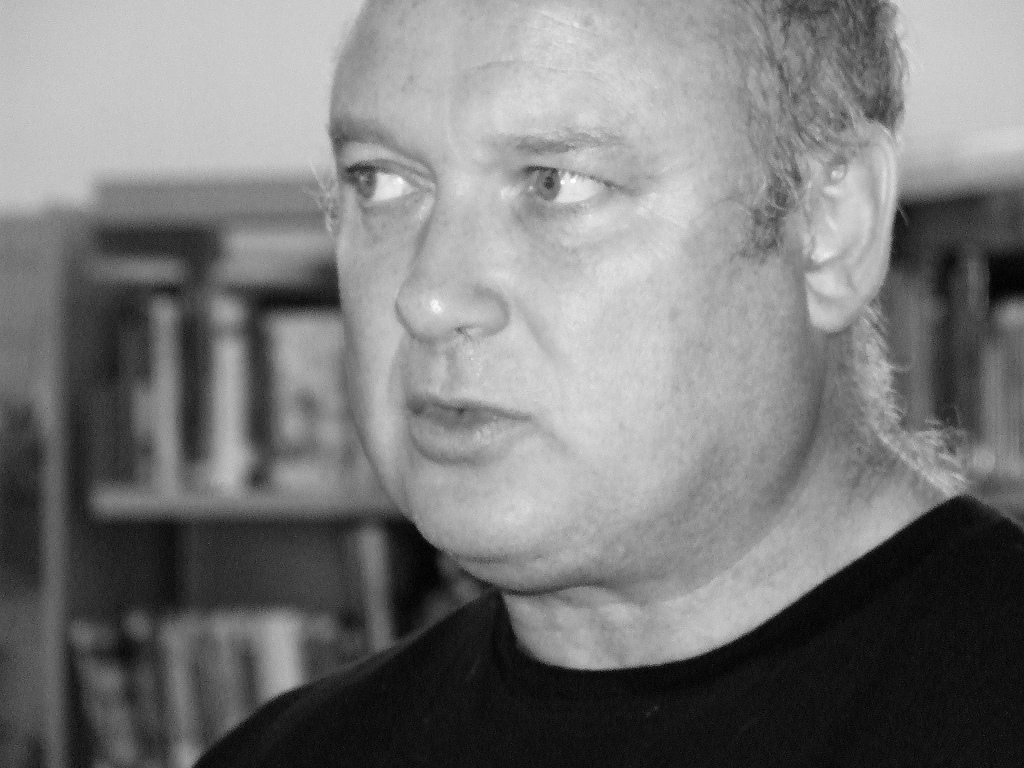
Louis de Bernières, Gewinner des Commonwealth Writers’ Prize 1995

- Arthur C. Clarke Award: Pat Cadigan, Fools
- Bad Sex in Fiction Award: Philip Kerr, Gridiron
- Man Booker Prize for Fiction: Pat Barker, The Ghost Road
- British Fantasy Award: Michael Marshall Smith, Only Forward
- British Science Fiction Association Award, Stephen Baxter, The Time Ships
- Carnegie Medal für Kinder- und Jugendliteratur: Philip Pullman, Northern Lights
- Cholmondeley Award: U.A. Fanthorpe, Christopher Reid, C. H. Sisson, Kit Wright
- Commonwealth Writers’ Prize:
  - Bester Roman: Louis de Bernières, Captain Corelli's Mandolin
  - Bester Erstlingsroman: Adib Khan, Seasonal Adjustments
- Costa Book Award
  - Erster Roman: Kate Atkinson, Behind the Scenes at the Museum
  - Roman: Salman Rushdie, The Moor’s Last Sigh
  - Lyrik: Bernard O’Donoghue, Gunpowdern
  - Biografie: Roy Jenkins, Gladstone
  - Kinderbuch: Michael Morpurgo, The Wreck of the Zanzibar
- Diagram-Preis: Douglas Davies und Alastair Shaw, Reusing Old Graves: A Report on Popular British Attitudes
- Duff Cooper Prize: Gitta Sereny, Albert Speer: His Battle with Truth
- Forward Poetry Prize:
  - Beste Gedichtsammlung: Sean O’Brien, Ghost Train
  - Erste Gedichtsammlung eines Autors: Jane Duran, Breathe Now, Breathe
  - Gedicht: Jenny Joseph, In Honour of Love
- Geoffrey Faber Memorial Prize: Livi Michael, Their Angel Reach
- Guardian Award: Lesley Howarth, MapHead
- Guardian First Book Award: James Buchan, Heart’s Journey in Winter
- Hawthornden-Preis: James Michie, The Collected Poems
- Independent Foreign Fiction Prize: Gert Hofmann, The Film Explainer
- James Tait Black Memorial Prize for fiction: Christopher Priest, The Prestige
- James Tait Black Memorial Prize for biography: Gitta Sereny, Albert Speer: His Battle with the Truth
- John Llewellyn Rhys Prize: Melanie McGrath, Motel Nirvana
- T. S. Eliot Prize: Mark Doty, My Alexandria
- WH Smith Literary Award: Alice Munro, Open Secrets

### Vereinigte Staaten
- Agatha Award

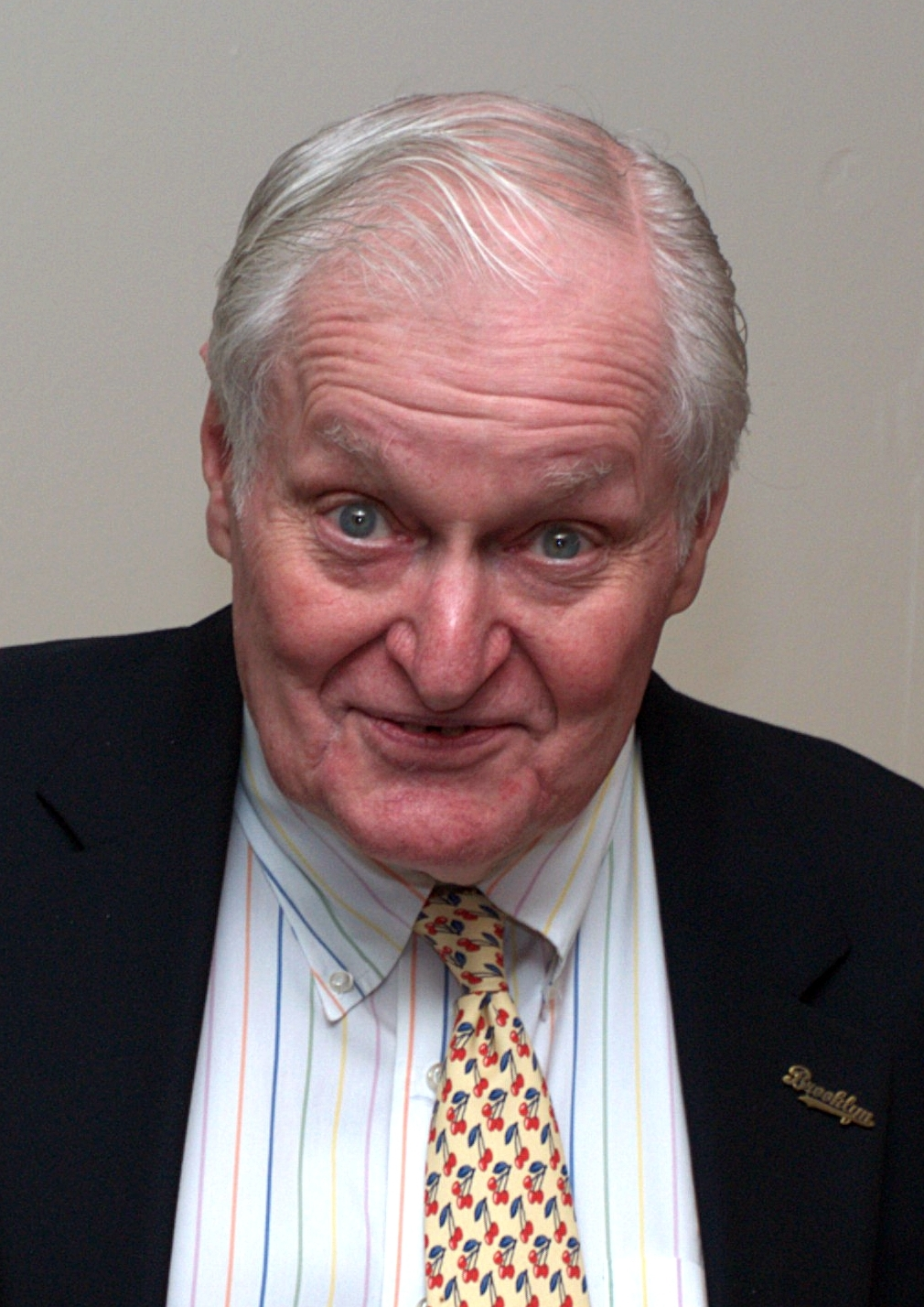
John Ashbery, Träger der Frost Medal 1995

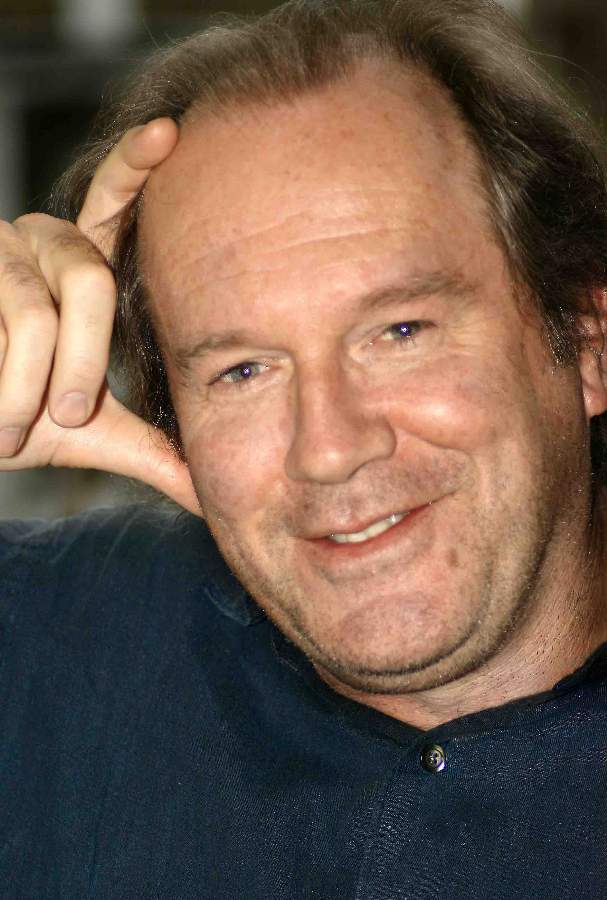
William Boyd, Gewinner des Los Angeles Times Book Prize 1995

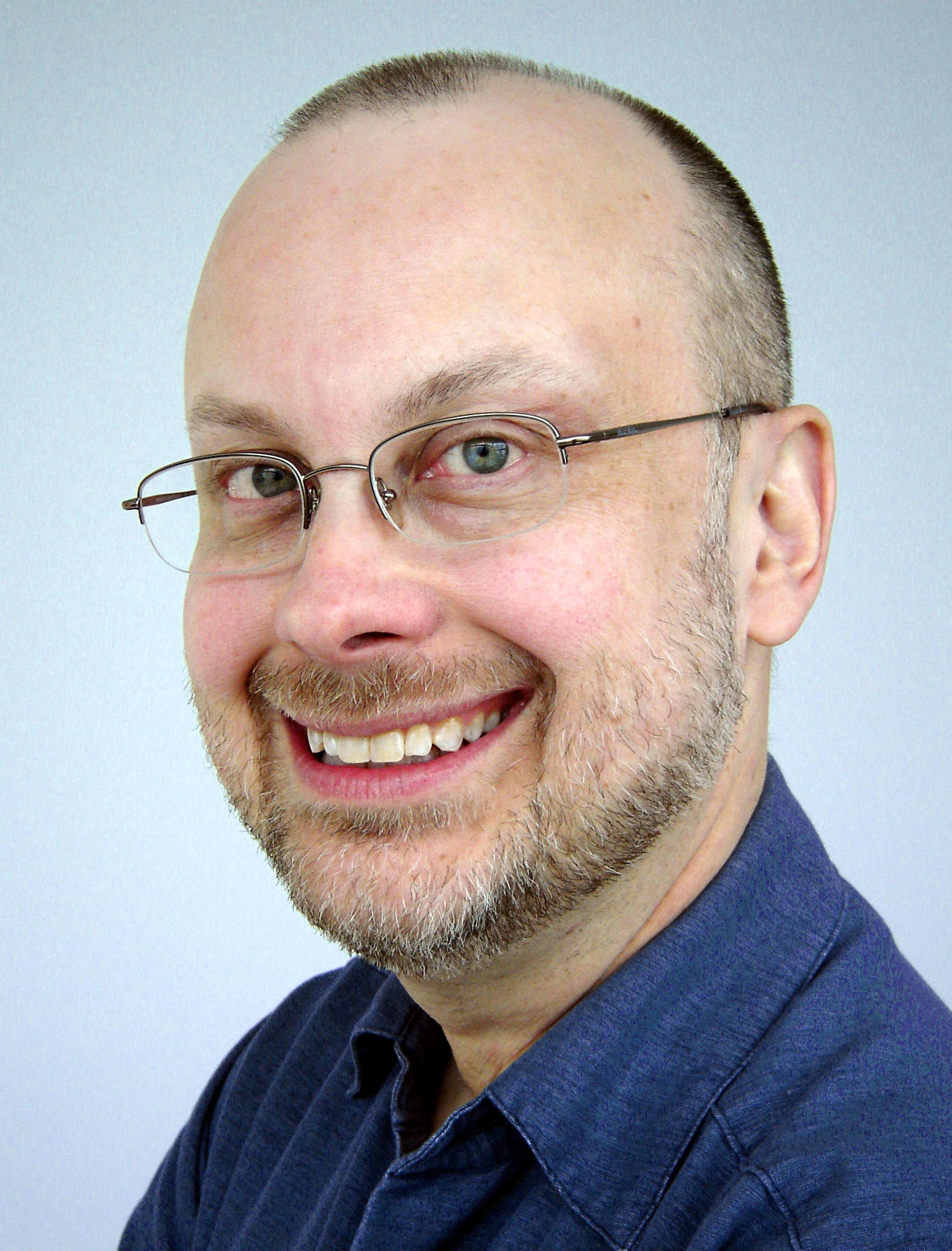
Robert J. Sawyer, Gewinner des Nebula Award 1995

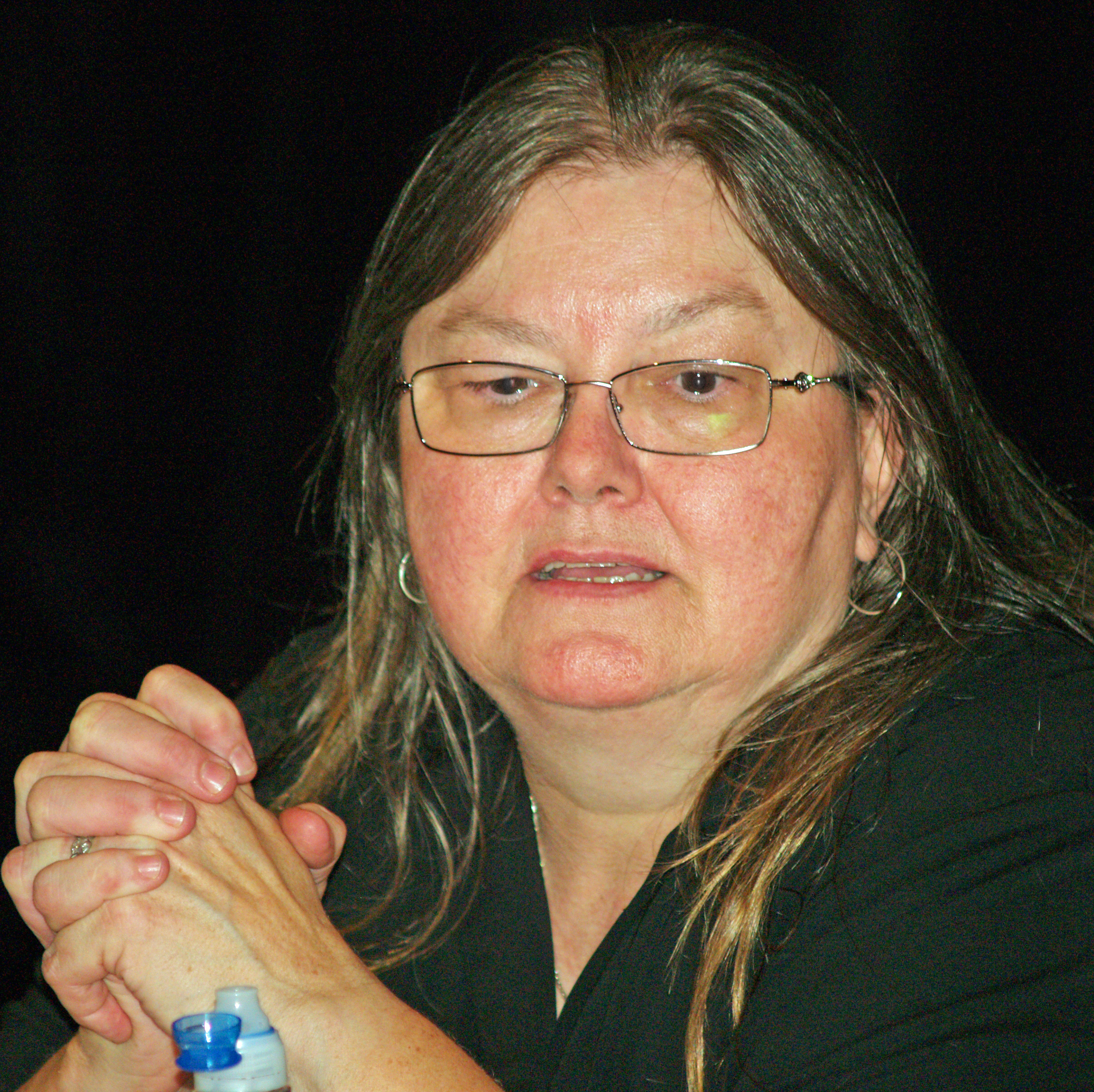
Dorothy Allison, Trägerin des Stonewall Book Award 1995

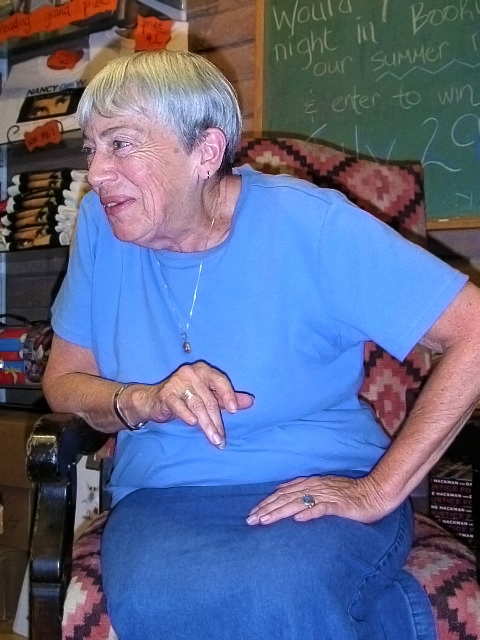
Ursula K. Le Guin, Gewinnerin des Theodore Sturgeon Memorial Award 1995

  - Bester Roman: Sharyn McCrumb, She Walks These Hills
  - Bester Erstlingsroman: Jeff Abbott, Do Unto Others
  - Beste Kurzgeschichte: Dorothy Cannell, The Family Jewels
  - Bestes Sachbuch: Jean Swanson und Dean James, By A Woman's Hand
- Anthony Award:
  - Bester Roman: Sharyn McCrumb, She Walks These Hills
  - Bester Erstlingsroman: Caleb Carr, The Alienist (dt. Die Einkreisung)
  - Beste Kurzgeschichte: Sharyn McCrumb, The Monster of Glamis
- Bram Stoker Award:
  - Bram Stoker Award for Novel: Joyce Carol Oates, Zombie
  - Bram Stoker Award for Best First Novel: Lucy Taylor, The Safety of Unknown Cities
  - Bram Stoker Award for Short Fiction: Harlan Ellison, Chatting With Anubis
  - Bram Stoker Award for Lifetime Achievement: Harlan Ellison
- John W. Campbell Memorial Award for Best Science Fiction Novel: Greg Egan, Permutation City (dt. Cybercity)
- Edgar Allan Poe Award
  - Bester Roman: Mary Willis Walker, The Red Scream, (dt. Der Rote Schrei)
  - Bester Erstlingsroman: George Dawes Green, The Caveman's Valentine (dt. Die Geschworene)
  - Beste Kurzgeschichte: Doug Allyn, The Dancing Bear
  - Auszeichnung für das Lebenswerk: Mickey Spillane
- Frost Medal: John Ashbery
- Hemingway Foundation PEN Award: Susan Power, The Grass Dancer
- Laura Ingalls Wilder Award: Virginia Hamilton
- Los Angeles Times Book Prize
  - Biografie: Doris Lessing, Under My Skin: Volume One of My Autobiography, to 1949 (Unter der Haut: Autobiographie 1919–1949. Dt. von Karen Nölle-Fischer)
  - Roman: William Boyd: The Blue Afternoon
  - Erstlingswerk: Mark Merlis, American Studies
  - Lyrik: Robert Pinsky, The Inferno of Dante
- Mildred L. Batchelder Award: Bjarne Reuter, The Boys from St.Petri; Vedat Dalokay, Sister Shako and Kolo the Goat
- National Book Award:
  - Prosa (Fiction): Philip Roth, Sabbath’s Theater
  - Sachbuch (Nonfiction): Tina Rosenberg, The Haunted Land: Facing Europe’s Ghosts After Communism
  - Lyrik: Stanley Kunitz, Passing Through: The Later Poems
- National Book Critics Circle Award:
  - Roman: Stanley Elkin, Mrs. Ted Bliss
  - Sachbuch: Jonathan Harr, A Civil Action
  - Lyrik: William Matthews, Time & Money
  - Biografie: Robert Polito, Savage Art: A Biography of Jim Thompson
  - Kritik: Robert Darnton, The Forbidden Bestsellers of Pre-Revolution France
- Newbery Medal für Kinderliteratur: Sharon Creech, Walk Two Moons
- Norma Farber First Book Award: Barbara Hamby, Delirium
- O.-Henry-Preis: Cornelia Nixon, The Women Come and Go
- PEN/Faulkner Award: David Guterson, Snow Falling on Cedars
- Philip K. Dick Award: Bruce Bethke, Headcrash
- Prometheus Award:
  - Bester Roman: Poul Anderson, The Stars are also Fire
  - Ruhmeshalle: Poul Anderson, The Star Fox
- Pulitzer-Preis
  - Pulitzer Prize for Drama: Horton Foote, The Young Man From Atlanta
  - Pulitzer Prize for Fiction: Carol Shields, The Stone Diaries
  - Pulitzer Prize for Poetry: Philip Levine, The Simple Truth
- Rea Award for the Short Story: Richard Ford
- Regina Medal: Gary Paulsen
- Rhysling Award: David Lunde, Pilot, Pilot
- Sidewise Award:
  - Longform Award: Paul J. McAuley, Pasquale's Angel
  - Shortform Award: Stephen Baxter, Brigantia's Angels
  - Special Achievement Award: Lyon Sprague de Camp, Lebenswerk
- Stonewall Book Award: Dorothy Allison, Skin: Talking About Sex, Class & Literature; Philip Sherman und Samuel Bernstein, Uncommon Heroes: A Celebration of Heroes and Role Models for Gay and Lesbian Americans
- Sue Kaufman Prize for First Fiction: Jim Grimsley, Winter Birds
- Theodore Sturgeon Memorial Award: Ursula K. Le Guin, Forgiveness Day
- World Fantasy Award:
  - Roman: James Morrow, Towing Jehovah
  - Kurzroman: Elizabeth Hand, Last Summer at Mars Hill
  - Erzählung/Kurzgeschichte: Stephen King, The Man in the Black Suit
  - Anthologie/Sammlung: Ellen Datlow (Hrsg.), Little Deaths; Bradley Denton, The Calvin Coolidge Home for Dead Comedians und A Conflagration Artist

## Neuerscheinungen
Belletristik
- Als die Welt noch jung war – Jürg Schubiger
- América – T.C. Boyle
- Axiomatic – Greg Egan
- Die Asche meiner Mutter – Frank McCourt
- Ein Bär mit Namen Paddington – Michael Bond
- Das Bild – Stephen King
- Das Blut von Amber – Roger Zelazny
- Das Buch Blam – Aleksandar Tišma
- Der Campus – Dietrich Schwanitz
- Cybercity – Greg Egan
- Diamond Age – Neal Stephenson
- Der Elefant verschwindet – Haruki Murakami
- Ehespiele – Maria Nurowska
- Enigma – Robert Harris
- Die falsche Fährte – Henning Mankell
- Familien-Spiel – Anne Fine
- Faserland – Christian Kracht
- Flughunde – Marcel Beyer
- Die Festung – Lothar-Günther Buchheim
- Geistertänzer – Tony Hillerman
- Grenzgänger – Cormac McCarthy
- Ground Zero – Patrick Lynch
- Die Haarteppichknüpfer – Andreas Eschbach
- Helden wie wir – Thomas Brussig
- Hetzjagd – Brian Moore
- High Fidelity – Nick Hornby
- Im Donner-Tempel – Thomas Brezina
- Im Frühling der Tau – Cees Nooteboom
- Die Insel des vorigen Tages – Umberto Eco
- Die Insel, die Kolumbus nicht gefunden hat. Sieben Gesichter Japans – Adolf Muschg
- Josy sucht Josy – Melina Marchetta
- Kanak Sprak – 24 Mißtöne vom Rande der Gesellschaft – Feridun Zaimoglu
- Das Kartengeheimnis – Jostein Gaarder
- Die Kinder der Toten – Elfriede Jelinek
- Die Langsamkeit – Milan Kundera
- Des Mauren letzter Seufzer – Salman Rushdie
- Memnoch der Teufel – Anne Rice
- Morbus Kitahara – Christoph Ransmayr
- Microserfs – Douglas Coupland
- Nikolaikirche – Erich Loest
- Opernball – Josef Haslinger
- Our Lady of Chernobyl – Greg Egan
- Der Pensionierte – Friedrich Dürrenmatt
- Der Pferdeflüsterer – Nicholas Evans
- Die Puppenspieler – Tanja Kinkel
- Die Ringe des Saturn – W. G. Sebald
- Eine Stadt am Fluss – Thomas Keneally
- Die Stadt der Blinden – José Saramago
- Unabhängigkeitstag – Richard Ford
- Unser Spiel – John le Carré
- Vergessene Welt – Michael Crichton
- Volles Risiko – Elmore Leonard
- Der Vorleser – Bernhard Schlink
- Wang’s Carpets – Greg Egan
- Ein weites Feld – Günter Grass
- Zirkuskind – John Irving

Sachbücher
- Did Marco Polo Go to China? – Frances Wood
- Dreams from My Father – Barack Obama
- Emotional Intelligence: Why It Can Matter More Than IQ – Daniel Goleman

## Geboren
- 27. Januar: Lisa Wentz, österreichische Dramatikerin
- 06. Februar: Marie Luise Lehner, österreichische Schriftstellerin
- 19. Mai: Yahya Hassan, dänischer Lyriker palästinensischer Abstammung († 2020)

### Genaues Datum unbekannt
- Andrea Abreu, spanische Journalistin und Schriftstellerin
- Mercedes Spannagel, österreichische Schriftstellerin
- Sophie Stein, deutsche Schriftstellerin und Drehbuchautorin
- Madita Tietgen, deutsche Schriftstellerin
- Caroline Wahl, deutsche Schriftstellerin

## Gestorben

### 1. Halbjahr

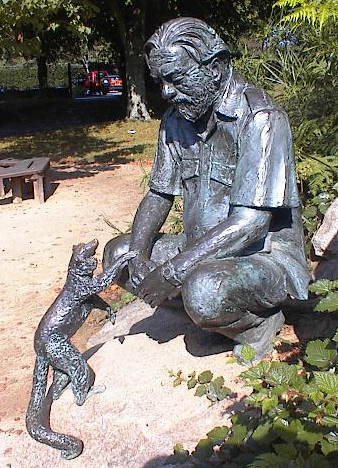
Gerald Durrell mit Lemur. Denkmal von John Doubleday

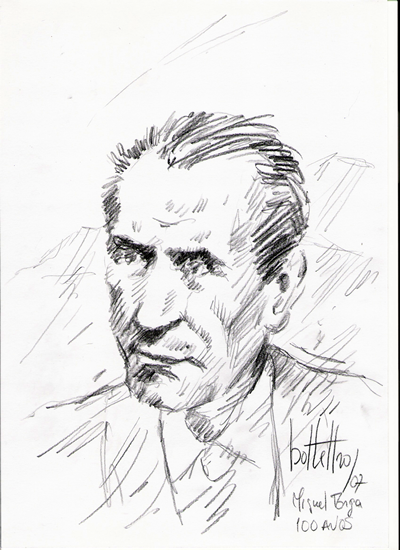
Miguel Torgar

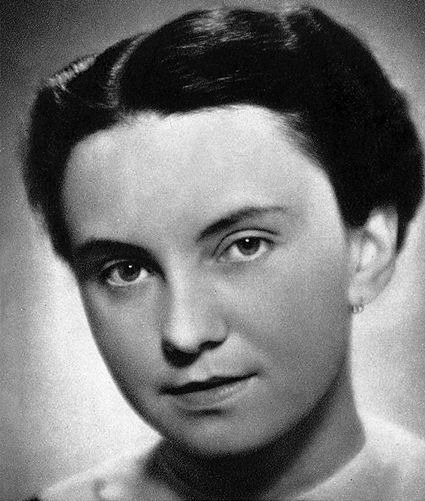
Margita Figuli

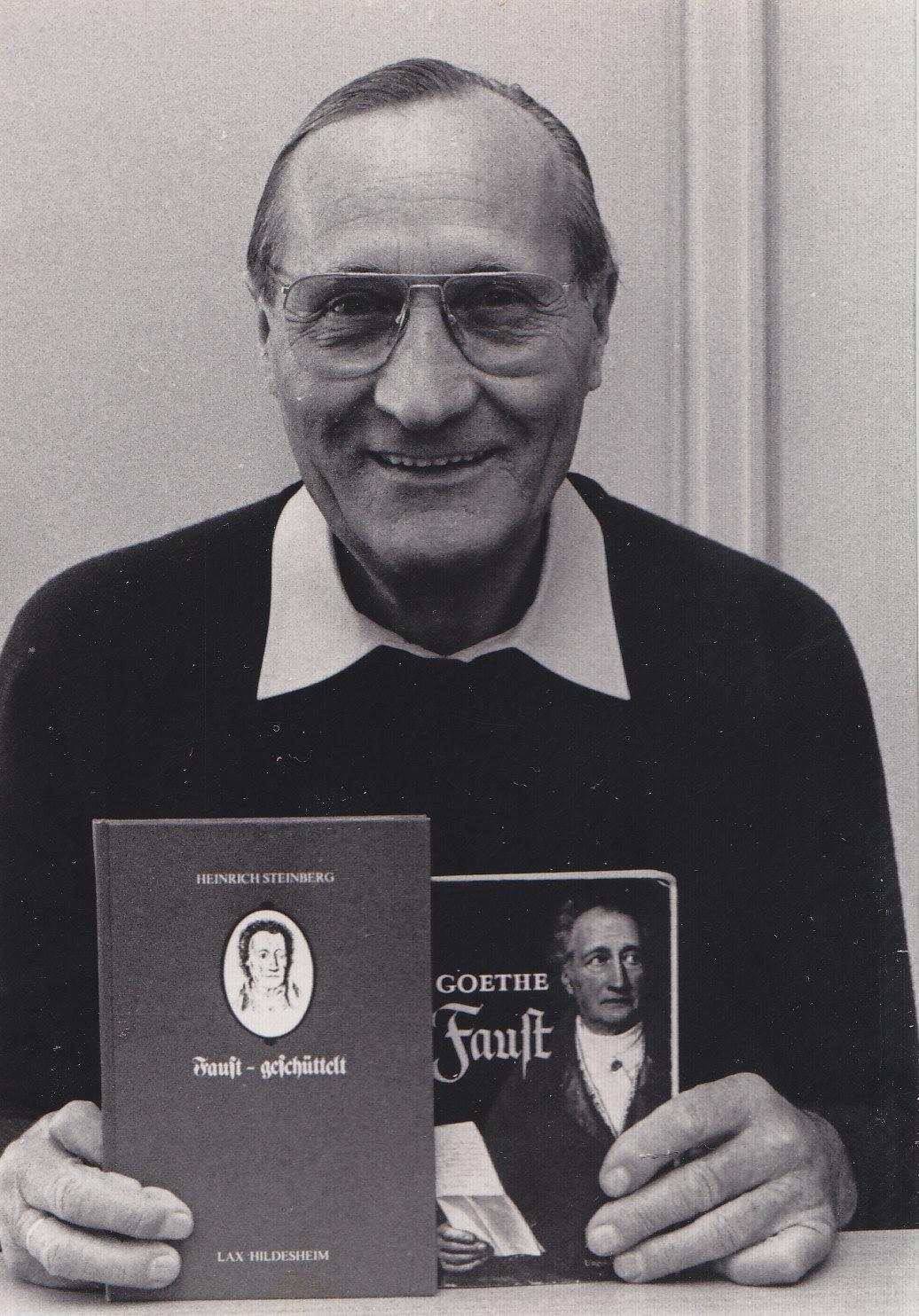
Heinrich Steinberg 1984 zum Erscheinen von „Faust - geschüttelt“

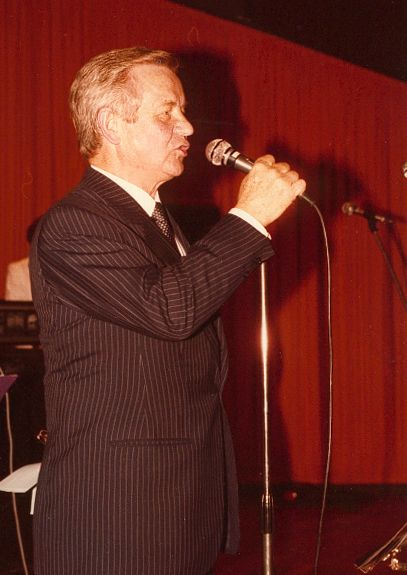
Gustav H. Lübbe 1981

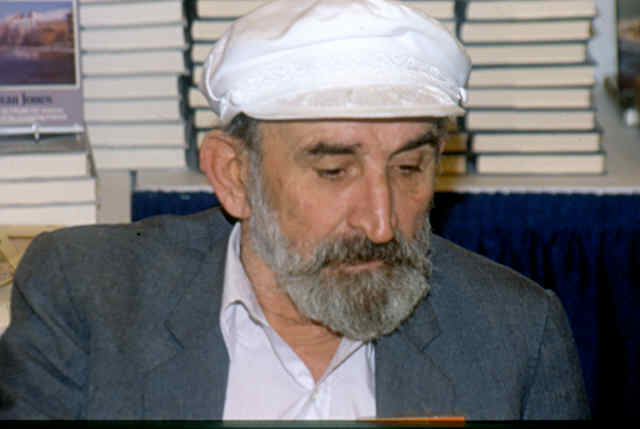
Tristan Jones, 1987

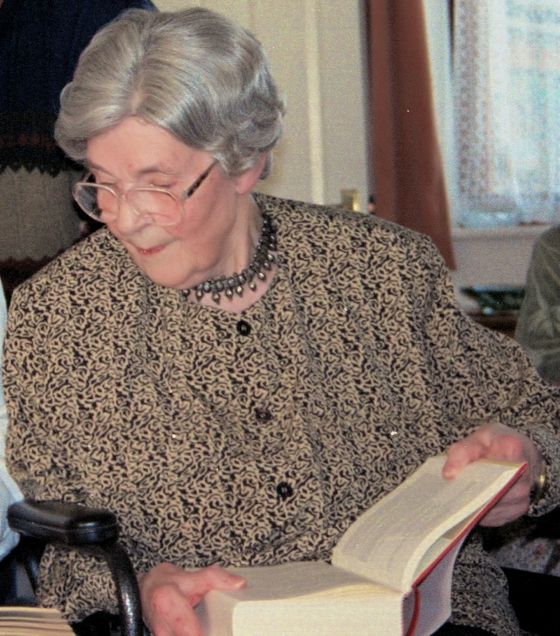
Ellis Peters

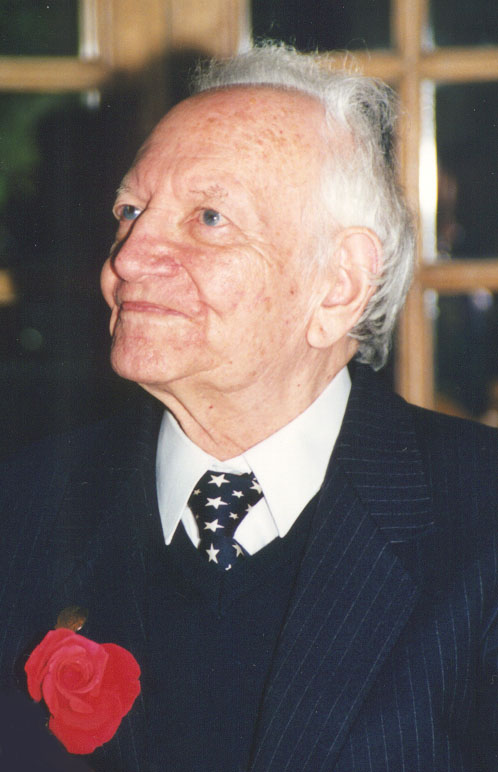
François Brousse, 1994

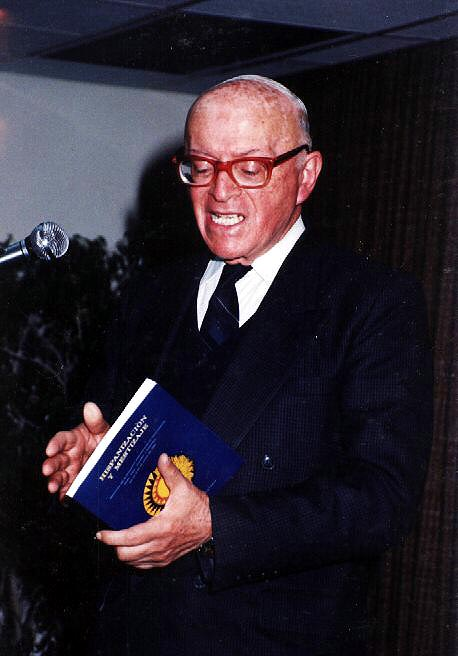
Alberto Quijano Guerrero, 1989

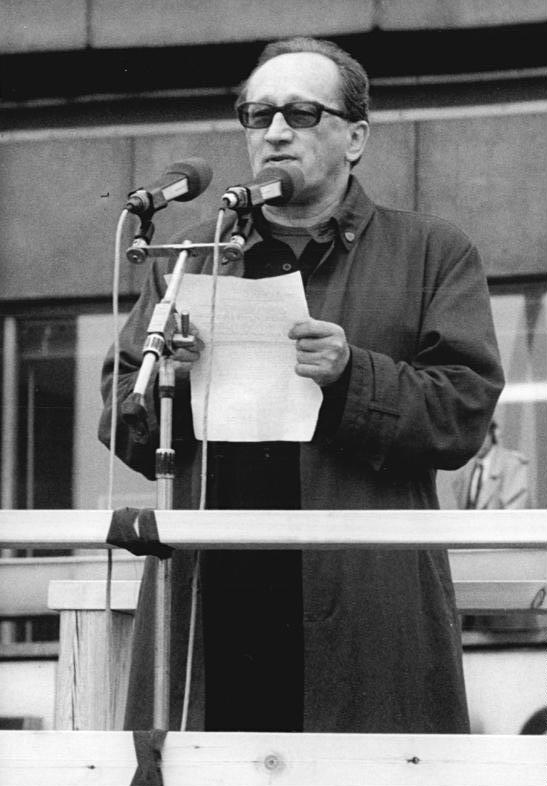
Heiner Müller spricht bei der Berliner Großdemonstration am 4. November 1989

- 01. Januar: George Eells, US-amerikanischer Schriftsteller (* 1922)[47]
- 02. Januar: Reitfloh Widersinn, österreichischer Dichter (* 1930)
- 09. Januar: Franz Hadamowsky, österreichischer Schriftsteller und Theaterwissenschaftler (* 1900)
- 16. Januar: Hans-Jürgen Nierentz, deutscher Schriftsteller und Fernsehintendant (* 1909)
- 17. Januar: Miguel Torga, portugiesischer Schriftsteller, Arzt, Lyriker und Romancier (* 1907)
- 18. Januar: Georg K. Glaser, deutschsprachiger französischer Schriftsteller (* 1910)
- 24. Januar: Erhard Agricola, deutscher Sprachwissenschaftler und Schriftsteller (* 1921)
- 27. Januar: Jean Tardieu, französischer Dichter und Dramatiker (* 1903)
- 28. Januar: George Woodcock, kanadischer Autor, Anarchist, Essayist und Literaturkritiker (* 1912)[48]
- 30. Januar: Gerald Durrell, britischer autodidaktischer Zoologe und Schriftsteller (* 1925)[49]
- 30. Januar: Rudolf Stibill, österreichischer Lyriker (* 1924)
- 31. Januar: Ghigo De Chiara, italienischer Dramatiker, Theater-, Fernseh- und Filmregisseur, Theaterkritiker und Drehbuchautor (* 1921)
- 31. Januar: George Abbott, US-amerikanischer Schriftsteller und Regisseur (* 1887)[50]
- 02. Februar: André Frossard, französischer Journalist und Essayist (* 1915)
- 03. Februar: Jack Sendak, US-amerikanischer Kinderbuchautor (* 1923)[51]
- 04. Februar: Patricia Highsmith, US-amerikanische Schriftstellerin (* 1921)[52]
- 05. Februar: Bhanuband Yugala, thailändischer Regisseur, Filmproduzent, Drehbuchautor, Komponist und Schriftsteller (* 1910)
- 06. Februar: Mira Lobe, österreichische Kinderbuchautorin (* 1913)
- 06. Februar: James Merrill, US-amerikanischer Schriftsteller und Pulitzer-Preisträger (* 1926)[53]
- 08. Februar: Ole Torvalds, finnlandschwedischer Poet, Journalist und Übersetzer (* 1916)
- 10. Februar: Paul Monette, US-amerikanischer Autor, Dichter und LGBT-Aktivist (* 1945)[54]
- 12. Februar: Rachid Mimouni, algerischer Schriftsteller (* 1945)
- 17. Februar: Vilma Sturm, deutsche Schriftstellerin und Journalistin (* 1912)
- 20. Februar: Robert Bolt, britischer Dramatiker und Drehbuchautor (* 1924)
- 21. Februar: Juhan Viiding, estnischer Lyriker, Schauspieler und Theaterregisseur (* 1948)
- 23. Februar: James Herriot, britischer Tierarzt und Schriftsteller (* 1916)[55]
- 23. Februar: Norman Hunter, britischer Kinderbuchautor (* 1899)[56]
- 03. März: Benno Strandt, platt- und hochdeutscher Dichter und Autor (* 1907)
- 07. März: Jean Amila, französischer Schriftsteller (* 1910)
- 15. März: Wolfgang Harich, Philosoph und Journalist in der DDR (* 1923)
- 16. März: Albert Hackett, US-amerikanischer Drehbuch- und Theaterautor sowie Stummfilmschauspieler (* 1900)[57]
- 19. März: Willy Bartock, deutscher Lyriker und Dramatiker (* 1915)
- 20. März: Sidney Kingsley, amerikanischer Dramatiker und Pulitzer-Preisträger (* 1906)[58]
- 27. März: Albert Drach, österreichischer Jurist und Schriftsteller (* 1902)
- 27. März: Margita Figuli, slowakische Schriftstellerin, Übersetzerin und Kinderliteraturautorin (* 1909)
- 28. März: Ana Mariscal, spanische Schauspielerin, Regisseurin und Schriftstellerin (* 1921)
- 30. März: Elizabeth Ferrars, britische Schriftstellerin (* 1907)
- 31. März: Roberto Juarroz, argentinischer Schriftsteller (* 1925)
- 04. April: Hansa Mehta, indische Reformerin, Sozialaktivistin, Erzieherin, Unabhängigkeitsaktivistin und Schriftstellerin (* 1897)
- 04. April: Ruth Seid, US-amerikanische Autorin (* 1913)
- 08. April: Stéphane Jourat, belgischer Schriftsteller (* 1924)
- 11. April: Heinz Pototschnig, österreichischer Arzt und Schriftsteller (* 1923)
- 20. April: Milovan Đilas, jugoslawischer Politiker und Schriftsteller aus Montenegro (* 1911)
- 27. April: Willem Frederik Hermans, niederländischer Schriftsteller (* 1921)
- 05. Mai: Jan Kozák, tschechischer Schriftsteller (* 1921)
- 05. Mai: Heinrich Steinberg, deutscher Fuhrunternehmer, Lokalpolitiker und Dichter (* 1913)
- 10. Mai: Brigitte Alexander, deutsche und mexikanische Autorin, Schauspielerin, Regisseurin und Übersetzerin (* 1911)
- 11. Mai: David Avidan, israelischer Schriftsteller (* 1934)
- 12. Mai: Karl Vennberg, schwedischer Lyriker, Übersetzer, Journalist, Redakteur und Literaturkritiker (* 1910)
- 15. Mai: Christopher Hodder-Williams, britischer Science-Fiction-Autor (* 1926)
- 18. Mai: Gustav Lübbe, deutscher Verleger (* 1918)
- 18. Mai: Tor Ulven, norwegischer Dichter und Schriftsteller (* 1953)
- 21. Mai: Annie M. G. Schmidt, niederländische Schriftstellerin und Journalistin (* 1911)
- 22. Mai: Ralf Parland, finnlandschwedischer Schriftsteller, Kritiker, Übersetzer und Dichter (* 1914)
- 25. Mai: Herbert A. Frenzel, deutscher Skandinavist, Journalist, Übersetzer und Theaterwissenschaftler (* 1908)
- 00. Mai: Claus Hubalek, deutscher Schriftsteller, Dramaturg und Drehbuchautor (* 1926)
- 03. Juni: Jean-Patrick Manchette, französischer Schriftsteller und Journalist (* 1942)
- 04. Juni: Ernst Bornemann, deutscher Anthropologe, Psychoanalytiker, Filmemacher, Krimiautor, Jazzkritiker und Sexualforscher (* 1915)
- 12. Juni: Erhard Fuchs, deutscher Mundartpfleger (* unbekannt)
- 14. Juni: Sony Labou Tansi, Schriftsteller aus der Demokratischen Republik Kongo (* 1947)
- 14. Juni: Roger Zelazny, US-amerikanischer Autor von Fantasy- und Science-Fiction-Kurzgeschichten und Romanen (* 1937)[59]
- 15. Juni: Charles Bennett, britischer Bühnenautor und Drehbuchautor (* 1899)
- 17. Juni: Alice Ekert-Rotholz, deutsche Schriftstellerin (* 1900)
- 19. Juni: Dimityr Metodiew, bulgarischer Dichter (* 1922)
- 19. Juni: Peter Townsend, britischer Fliegeroberst und Schriftsteller (* 1914)[60]
- 20. Juni: Emil Cioran, rumänischer Philosoph und Aphoristiker (* 1911)
- 21. Juni: Tristan Jones, walisischer Seefahrer und Autor (* 1924)[61]
- 25. Juni: Qiu Miaojin, taiwanische Schriftstellerin (* 1969)
- 28. Juni: Otto Mainzer, deutsch-amerikanischer Schriftsteller (* 1903)
- 30. Juni: Gawriil Nikolajewitsch Trojepolski, russischer Schriftsteller (* 1905)

### 2. Halbjahr
- 06. Juli: Anni Geiger-Hof, deutsche Schriftstellerin (* 1897)
- 06. Juli: Aziz Nesin, türkischer Schriftsteller (* 1915)
- 08. Juli: Sylvain Bemba, kongolesischer Schriftsteller (* 1934)
- 08. Juli: Andrea Giovene, italienischer Schriftsteller (* 1904)
- 08. Juli: Helene Johnson, US-amerikanische Lyrikerin der Harlem Renaissance (* 1907)[62]
- 16. Juli: Stephen Spender, britischer Dichter, Autor und Hochschullehrer (* 1909)[63]
- 21. Juli: Elleston Trevor, britischer Schriftsteller (* 1920)[64][65]
- 26. Juli: Boy Lornsen, deutscher Bildhauer und Schriftsteller (* 1922)
- 01. August: Mirko Božić, kroatischer Schriftsteller (* 1919)
- 03. August: Edward Whittemore, US-amerikanischer Schriftsteller (* 1933)[66]
- 06. August: Walter Werner, deutscher Schriftsteller (* 1922)
- 08. August: František Nepil, tschechischer Schriftsteller, Rundfunkmoderator und Erzähler (* 1929)
- 13. August: Jan Křesadlo, tschechischer Schriftsteller und Komponist (* 1926)
- 20. August: Hugo Pratt, italienischer Comic-Autor (* 1927)
- 24. August: Anton Fuchs, österreichischer Schriftsteller (* 1920)
- 25. August: John Brunner, britischer Science-Fiction-Autor (* 1934)[67]
- 28. August: Michael Ende, deutscher Schriftsteller (* 1929)[68]
- 29. August: Konrad Schmidt, deutscher Germanist und Autor (* 1926)
- 29. August: Thomas Strittmatter, deutscher Autor (* 1961)
- 30. August: Yamaguchi Hitomi, japanischer Schriftsteller (* 1923)
- 08. September: Zhang Ailing, chinesische Schriftstellerin und Drehbuchautorin (* 1920)
- 15. September: Rien Poortvliet, niederländischer Maler und Autor (* 1932)
- 19. September: Gerhard Grümmer, deutscher Biologe, Schriftsteller, Herausgeber und Übersetzer (* 1926)
- 28. September: Rabah Belamri, algerischer Schriftsteller (* 1946)
- 29. September: Gerd Bucerius, deutscher Verleger und Politiker (* 1906)
- 30. September: Jean-Luc Lagarce, französischer Dramatiker (* 1957)
- 05. Oktober: Zoa Sherburne, US-amerikanische Schriftstellerin (* 1912)
- 06. Oktober: Iván Mándy, ungarischer Schriftsteller (* 1918)
- 13. Oktober: Henry Roth, US-amerikanischer Schriftsteller (* 1906)[69]
- 14. Oktober: Gunvor Hofmo, norwegische Schriftstellerin (* 1921)
- 14. Oktober: Edith Pargeter, (Ellis Peters) britische Schriftstellerin (* 1913)[70]
- 21. Oktober: Hans Helfritz, deutscher Komponist, Musikwissenschaftler, Schriftsteller und Fotograf (* 1902)
- 22. Oktober: Kingsley Amis, britischer Schriftsteller und Dichter (* 1922)[71]
- 25. Oktober: François Brousse, französischer Philosoph und Schriftsteller (* 1913)
- 25. Oktober: Susanne Faschon, deutsche Schriftstellerin (* 1925)
- 29. Oktober: Terry Southern, US-amerikanischer Schriftsteller, Essayist, Drehbuchautor und Hochschullehrer (* 1924)[72]
- 31. Oktober: Anton Pashku, albanischer Schriftsteller und Verlagslektor (* 1937)
- 08. November: Anna Martina Gottschick, deutsche Journalistin, Lektorin und Kirchenlieddichterin (* 1914)
- 10. November: Ken Saro-Wiwa, nigerianischer Bürgerrechtler und Schriftsteller (* 1941)[73]
- 10. November: René Wellek, tschechisch-amerikanischer Literaturwissenschaftler (* 1903)[74]
- 11. November: Jean-Louis Curtis, französischer Schriftsteller, Übersetzer und Widerstandskämpfer (* 1917)
- 13. November: Richard Wolf, deutscher Lehrer und Schriftsteller (* 1900)
- 16. November: Jack Finney, US-amerikanischer Schriftsteller (* 1911)[75][76]
- 17. November: Charles Gordone, US-amerikanischer Schauspieler und Dramatiker (* 1925)[77]
- 20. November: Ebba-Margareta von Freymann, deutsche Übersetzerin (* 1907)
- 23. November: Peter Surava, Schweizer Journalist und Schriftsteller (* 1912)
- 27. November: Armin Bollinger, Schweizer Historiker und Schriftsteller (* 1913)
- 02. Dezember: Robertson Davies, kanadischer Schriftsteller (Romane, Schauspiele), Kritiker, Journalist und Professor (* 1913)
- 02. Dezember: Ira Wallach, US-amerikanischer Theater- und Drehbuchautor (* 1913)[78]
- 05. Dezember: Gwen Harwood, australische Dichterin und Librettistin (* 1920)
- 09. Dezember: Toni Cade Bambara, US-amerikanische Schriftstellerin, Dichterin und Hochschullehrerin (* 1939)[79]
- 10. Dezember: Udo Aschenbeck, deutscher Schriftsteller, Buchhändler und Sozialpädagoge (* 1939)
- 13. Dezember: Hans Wysling, Schweizer Literaturwissenschaftler, Publizist und Thomas-Mann-Forscher (* 1926)
- 16. Dezember: Albert Alberts, niederländischer Schriftsteller, Übersetzer und Journalist (* 1911)
- 18. Dezember: Ross Thomas, US-amerikanischer Schriftsteller (* 1926)[80]
- 20. Dezember: Helmut Metzger, pfälzischer Mundartdichter (* 1917)
- 21. Dezember: Jean Egen, elsässischer Journalist und Buchautor (* 1920)
- 22. Dezember: Néstor Luján, katalanischer Gastronom, Journalist und Schriftsteller (* 1922)
- 23. Dezember: Alberto Quijano Guerrero, kolumbianischer Dichter und Historiker (* 1919)
- 30. Dezember: Heiner Müller, deutscher Dramatiker, Schriftsteller, Regisseur und Intendant (* 1929)[81]
- 30. Dezember: Katarina Taikon, schwedische Autorin und Schauspielerin vom Volk der Roma (* 1932)
- ohne Datum: Jorge Rojas, kolumbianischer Lyriker (* 1911)
- ohne Datum: Ingeborg Weigand, deutsche Malerin und unter dem Namen Franziska Sellwig veröffentlichende Autorin (* 1920)